# 沢田研二
沢田 研二（さわだ けんじ、1948年〈昭和23年〉6月25日 - ）は、日本の歌手、俳優、ソングライター。ザ・タイガースおよびPYGのボーカル。本名：澤田 硏二（読み同じ）。
両親の実家がある鳥取県岩美郡津ノ井村（現・鳥取市）生まれで京都府京都市育ち。ニックネームは『ジュリー』。妻は女優の田中裕子。義弟は俳優の田中隆三。前妻は歌手の伊藤エミ。
1960年代後半のグループ・サウンズ全盛期から最前線で活躍し、ソロとしてのシングル総売上は1,241万枚を記録。1982年から1991年までの9年間は歴代1位の座を保つ。アルバムも合わせた総売上は約1572万枚。ザ・タイガース、PYG時代も含めたシングルの総売上は1,668万枚に上る。

## 来歴

### 生い立ち
1948年6月25日、両親の実家がある鳥取県岩美郡津ノ井村（現：鳥取市津ノ井）で出生。戸籍上の名前では、“硏”という文字の右下に点がある。父親は若い頃、役者を目指し長谷川一夫の内弟子だったことがあり、美男は親譲りであった。父はその後、映画のスチールカメラマンになって衣笠貞之助宅に夫婦で同居したことがある。沢田が生まれた頃は、父は舞鶴市内の火薬研究所の取引先に勤務しており、二番目の子だったため「研二」と命名された。兄妹がいる次男である。3歳まで鳥取で育ち、父が京都左京区浄土寺東田町に家を建てたため、以降は京都の同地で育った。京都市立第三錦林小学校、同・岡崎中学校卒業後、1964年4月、京都府立鴨沂高等学校入学、2年生の2学期に同校を中退。中学時代は"ケンカのサワケン"と洛東の学校に名を響かせるワルだった。
なお、同じ高校の同学年に女優の大信田礼子がいた。少年時代はプロ野球選手に憧れ、選手では川上哲治、藤尾茂が好きだった。中学では野球部のキャプテンを務め、ポジションは一塁手。京都市大会で4位になり、京都府大会に進出したが、ここで負けたことで野球選手の夢は諦めたという。高校では空手部に所属した。

### ザ・タイガース期
京都のダンス喫茶「田園」でドアボーイのアルバイトをしている時にサンダースに声をかけられ、17歳でローディー兼ボーカリストになった。そのステージを見たサリーとプレイボーイズのサリー（岸部修三＝現・岸部一徳）からリード・ボーカルとして誘われ、翌年の元日にサリーとプレイボーイズに正式加入、グループ名は「ファニーズ」と改めた。
ファニーズは、大阪のジャズ喫茶「ナンバ一番」に出演した際に、上条英男、スパイダクション(現・田辺エージェンシー)、そして共演したロック歌手の内田裕也からも声をかけられた。しかし具体的な話が進まなかったため、当時リーダーであった瞳みのるが東京・代々木上原の内田裕也の愛人宅を訪ね、瞳の熱意の甲斐あってメンバー全員が渡辺プロと契約。上京後、ザ・ヒットパレードのプロデューサーであったすぎやまこういちによって、テレビ番組の出演直前に「ザ・タイガース」と新たに名付けられる。この時、内田に『沢ノ井謙』と言う芸名を勧められたが、本名でやりたいと拒否している。
1967年2月5日にシングル「僕のマリー」でデビュー。セカンド・シングル「シーサイド・バウンド」で人気が爆発し、続く「モナリザの微笑」、そして「君だけに愛を」で一気にグループ・サウンズ (GS) の頂点へと躍り出る。とりわけ端整な容姿を持ち、貴公子的存在として10代の少女や20代の女性を中心に熱狂的な人気を獲得した。
1968年8月12日にザ・タイガースが後楽園球場で開催した「真夏の夜の祭典」は、日本で初めてのスタジアムコンサート。なお、ソロとしてのスタジアムコンサートは田園コロシアム（ザ・タイガース、PYGとしても開催）、大阪スタヂアム、ナゴヤ球場、横浜スタジアム、東京ドーム、京セラドーム大阪で開催している。
1969年3月1日、アメリカの音楽雑誌の中でも歴史が長く、最も権威ある音楽雑誌の一つ『ローリング・ストーン』 (Vol.28) の表紙に登場。日本版が刊行される前の同誌において、日本人が表紙を飾ったのは、これが最初で最後だった。
1971年1月24日、日本武道館で行われた「ザ・タイガース ビューティフル・コンサート」でグループは解散した。

### PYG期
ザ・タイガースの解散後、1971年2月1日、新たなバンド・PYGに参加する。英米で結成されたクリームやブラインド・フェイスのようなスーパー・グループで、ザ・スパイダースから井上堯之と大野克夫、ザ・テンプターズから萩原健一、大口広司、ザ・タイガースから沢田と岸部修三という6人のメンバーによって結成された。このバンドは沢田と萩原によるツインボーカルで、井上、大野、岸部ら作詞や作曲、演奏ができる技巧派が揃い、本格的なニューロックを目指した。
しかし、日本ではまだ反体制のジャンルとされていたロックを、当時最大手の芸能事務所だった渡辺プロダクションの所属ミュージシャンが演奏することに対し、「商業主義」「芸能界が創り出したもの」として、コンサートではPYGにトマトや空き缶を投げつける聴衆もいた。

### ソロ活動の開始
1971年11月1日発売のシングル「君をのせて」でソロデビューしたが、オリコン週間チャートでの最高位は23位、累計売上は10万枚だった。GSの先輩であったザ・ワイルドワンズの加瀬邦彦プロデュースの下、長く音楽ランキングトップ10にチャートインし続けた沢田のソロ活動のスタートであった。
1972年3月11日発売の「許されない愛」がオリコン最高位4位を記録し、ソロとして初のオリコントップ10入りを果たした。一方、PYGのもう1人のボーカルである萩原健一の俳優活動が本格化してPYGは実質的に形骸化、他のメンバーは沢田のバックバンド 井上堯之バンドとして活動していくことになった。またテレビドラマ「太陽にほえろ!」第20話に犯人役でゲスト出演し、マカロニ刑事の萩原健一に撃たれ死ぬ役を演じた。(番組の企画段階では殿下役としてキャスティングされていた。)
1973年4月21日発売の「危険なふたり」が大ヒットし、ソロ初のオリコン1位を獲得、第4回日本歌謡大賞を受賞（歌謡大賞歴代最高視聴率の47.4%を記録）し、ソロとしての人気を確固たるものとした。この作品以降、斬新なファッションが確立されることになった。翌1974年には「追憶」が2曲目のオリコン1位を獲得した。同年7月21日、日比谷野外音楽堂でのコンサートを皮切りに「Julie Rock'nTour」と題し日本で初めての全国ツアーを行った（16都市34公演）。以降も2019年まで毎年、全国ツアーを決行した。（2020年は疫病の蔓延により全公演が中止。2021年から再開している。）
1975年1月にはシングル「愛の逃亡者 THE FUGITIVE」でイギリス、「MON AMOURE JE VIENS DU BOUT DU MONDE」（日本語版「巴里にひとり」）でフランスに進出。フランスでは週間ラジオチャートでトップ4に入るヒットとなった。さらに20万枚のヒットとなり、フランスのゴールド・ディスクを日本人として初めて受賞する。以降、1978年にかけてフランス、イギリス、ドイツ、ベルギー等でシングル盤を発売した。また、1974年にハワイ、1977年・1978年にグアム、1979年にシンガポール、1980年・1982年に香港でそれぞれコンサートを開催している。
1975年6月4日、7年間の交際を経てザ・ピーナッツの伊藤エミ（当時34歳）と結婚。同年7月20日、比叡山延暦寺で結婚式を行った。同日に開催した比叡山フリーコンサートにおいて夫婦揃ってステージに上がり、ファンに対して結婚報告を行った。二人の間には後に長男が生まれている。
1975年8月21日に発売された「時の過ぎゆくままに」は5週連続オリコン1位、シングルセールスが90万枚を超え、ソロにおける最大のヒット曲となった。同曲は、沢田との仕事を熱望していた久世光彦が渡辺プロダクションに企画書を持ち込んだ3億円事件をテーマに製作されたTBSドラマ「悪魔のようなあいつ」の挿入歌として使用され大ヒットとなった。主演の沢田が歌う劇中歌でもあった。なお、共演した岸部修三はこのドラマの放映開始から間もなく井上堯之バンドを脱退、後に岸部一徳と改名し俳優の道を進んだ。
1975年12月、東京駅新幹線ホームにて出迎えの女性ファンの行動をなじった同駅職員に頭突きを加え、書類送検される。
1976年5月、新幹線の車内で乗客とトラブルを起こし、暴行事件を起こす。こちらは被害者が示談より、沢田に対する書類送検は行われたものの起訴猶予以下が相当とされ、不起訴処分となった。この影響で1ヶ月間謹慎した。
同年9月に久世光彦（小谷夏名義）作詞、沢田作曲の「コバルトの季節の中で」を発売。同12月、武道館で初のコンサート。この年、NHK紅白歌合戦、賞レースは暴行事件の影響で全て辞退した。
1977年5月に発売された「勝手にしやがれ」は、オリコン週間チャート1位を獲得。5週にわたって1位を獲得した。この曲で、第19回日本レコード大賞を受賞。受賞シーンでは、萩原健一や岸部一徳などのザ・タイガース・PYG時代からの仲間が駆けつけた（レコード大賞で歴代最高視聴率の50.8%も記録）。その他第8回日本歌謡大賞（視聴率46.3%）など、同年の主要な賞レースを独占した。

### ヴィジュアル路線へ
1974年の「Julie Rock'nTour」でインディアンのようなチークをしたり、1975年の比叡山フリーコンサートでブルーのラメ入りのアイシャドーをするなど化粧はステージでは行っていたが、お茶の間に流れる一般のテレビ番組では控えていた。しかし、これまでの意識を変え、1977年の「さよならをいう気もない」では金色のキャミソールを着て歌唱した。以降、ヴィジュアルを重視したスタイルをエスカレートさせていく。
1978年に発売された「サムライ」では、刺青風の模様が施されたシースルーの上にナチスのロゴが入った軍服を羽織り、同年1月30日放送の夜のヒットスタジオではスタジオに畳を敷き詰め歌唱した。「LOVE (抱きしめたい)」ではスタジオに雨を降らせ、血で染まった包帯を手に巻くなど、前述のようにヴィジュアルはどんどん奇抜な方向に進んでいった。
同年発売の「ダーリング」では、日本有線大賞を受賞し沢田自身5曲目のオリコン1位を獲得した。「LOVE (抱きしめたい)」は第20回日本レコード大賞最優秀歌唱賞を受賞。同年の第29回NHK紅白歌合戦では、ロック・ポップス歌手として初めての大トリをつとめる。この1978年を例にとると、年間のテレビ出演700本以上、ラジオ300本、取材300本、地方公演100日に上った。この年のシングルの売上は、「サムライ」52万枚、「LOVE(抱きしめたい)」48万枚、「ダーリング」44万枚であり、様々な大ヒット作を世に送った。
1979年に発売された「カサブランカ・ダンディ」ではウイスキーを口にふくんで霧のように吹く演出が大きな話題となり、同曲でTBS系列の歌番組「ザ・ベストテン」で前年のダーリングにつぎ1位を獲得したが、西城秀樹の28枚目のシングル「YOUNG MAN (Y.M.C.A.)」大ヒット中だったため同曲での1位獲得は1週のみとなり、ザ・ベストテンでの1位獲得は同曲で最後となった。「OH! ギャル」では当時日本ではまだ珍しかったマニキュアを施し、マレーネ・ディートリヒをオマージュしたメイクをした。
1980年1月1日に発売された「TOKIO」では、電飾が施されたスーツを身に纏い、スタジオ全体が隠れてしまうほどの巨大なパラシュートを背負って歌唱する奇抜なパフォーマンスが大きな話題を呼んだ。
同年の「恋のバッド・チューニング」では青や金色のカラーコンタクトを装着するパフォーマンスをみせた。井上堯之バンドのリーダー井上堯之は、グラマラスなコスチュームに走る沢田についていけず、井上堯之バンドは80年1月24日に解散した。同年4月に胃潰瘍で1ヶ月間入院した。のちにオーディションを経て新しいバックバンドであるオールウェイズ、翌年にはEXOTICSを結成。
「ス・ト・リ・ッ・パ・ー」では、沢田自身作曲のシングルとしては最高の36万枚のセールスを記録。「6番目のユ・ウ・ウ・ツ」は、ザ・ベストテンで最高位3位、オリコンで最高位6位を記録した。同曲でオリコントップテン以内ランクイン、ザ・ベストテンへの出演は最後となった。
ソロ活動と並行して1981年1月、ザ・タイガースが瞳みのるを除くメンバーで10年ぶりに再結成。GS時代に縁のあった日劇が取り壊されることとなり、最後の日劇ウエスタンカーニバルに出演するためだったが、これを契機に同年秋、「ザ・タイガース同窓会」と銘打った企画で11年ぶりにシングル「十年ロマンス」を発売、翌年に発売された2枚目となるシングル「色つきの女でいてくれよ」は約42万枚を売り上げる大ヒットを記録した。また、武道館を含む全国ツアーも行った。
第34回NHK紅白歌合戦では、アダム&ジ・アンツ風ジャングル・ビートの「晴れのちBLUE BOY」で金杯を獲得。軍服にサーチライトを装着したコスチュームで登場した。
俳優としては1979年に公開された映画『太陽を盗んだ男』で原子爆弾を作る理科教師を演じ、第4回報知映画賞でグランプリにあたる作品賞と主演男優賞を受賞、キネマ旬報読者選出日本映画ベスト・テン第1位に選ばれた。日本アカデミー賞では主演男優賞にノミネートされた。1981年に天草四郎役で主演した映画『魔界転生』は、観客動員数200万人、配給収入10億5千万円を記録した。1983年の大河ドラマ『徳川家康』に織田信長役でキャスティングされ、スケジュールも調整が試みられたが、多忙なために出演出来なかった。

### 独立期
1985年1月からの半年間の休養を経て、デビュー以来所属してきた渡辺プロダクションから独立。旧知の音楽プロデューサーである大輪茂男らとともに株式会社ココロ（CO-CóLO Corporation）を設立し、レコード会社もポリドールから東芝EMIに移籍した。
同年6月に自叙伝『我が名は、ジュリー』（玉村豊男編 / 中央公論社）を刊行。8月発売の移籍第1弾の作品は、沢田自身が作詞・作曲したシングル「灰とダイヤモンド」。新たなバックバンドとしてチト河内を中心にCO-CóLOを結成。アルバムでは「架空のオペラ」をリリース。
1985年に日米合作映画「Mishima: A Life In Four Chapters」（日本未公開）で劇中劇「鏡子の家」に出演、カンヌ映画祭に緒形拳らと共に出席。同作品は芸術貢献賞を受賞。
1986年に発表したアルバム『CO-CóLO 1 〜夜のみだらな鳥達〜』をはじめとしたCO-CóLOの3部作は、沢田の作詞した作品を技巧派のバンドメンバーがダークなメロディラインで曲を作った。音楽関係者の評価は変わらず高かったが、当時のミュージックシーンには受け入れられなかった。
1987年1月、伊藤に慰謝料18億1,800万円を支払い離婚。1986年8月から別居しており、1982年の映画『男はつらいよ 花も嵐も寅次郎』で共演した田中裕子と不倫関係にあった。田中とは1989年11月に出雲大社で再婚することとなる。1987年3月に京都公演中のステージから転落し、左肘骨折・肋骨打撲で1ヶ月間入院。
1988年、3年間活動を共にしたCO-CóLOは解散。
1989年、EXOTICSのメンバーだった吉田建をプロデューサーに迎え、村上'ポンタ'秀一を加えて新バンドJAZZ MASTERを結成し、アルバム『彼は眠れない』を発表。同年、10年間にわたって継続する音楽劇『ACTシリーズ』がスタート。横浜アリーナで行われたタイガースメモリアルクラブバンドのコンサートに参加した。同年末の「第40回NHK紅白歌合戦」ではシングル「DOWN」の他、ザ・タイガースとしても出場し、「花の首飾り」と「君だけに愛を」のヒットメドレーを披露した。同番組の出場者としては初めて同一回で2度出場した。1991年、デビュー25周年を記念してCD化されていなかった旧譜が東芝EMIより発売。25周年にちなみ、NHK-BS2では5日間計25時間の特集番組「美しき時代の偶像」が放送された。
1994年、「HELLO」で5年ぶりに紅白歌合戦に出場。1995年、「これからは、自分のやりたい音楽を、やりたいようにやっていきたい」とセルフ・プロデュースを宣言し、23年ぶりのセルフ・プロデュースアルバム「sur←」を発表した。以降、現在に至るまで一貫して沢田自身がアルバムのプロデュースを手掛けている。
1997年には岸部一徳、森本太郎とともにユニット"TEA FOR THREE"を結成し、「君を真実に愛せなくては他の何も続けられない」を発表。
1980〜90年代にかけて俳優としてはNHKの連続テレビ小説『はね駒』や大河ドラマ『山河燃ゆ』『琉球の風』、映画『カポネ大いに泣く』『夢二』ほか、フジテレビ『プロ野球ニュース』の準レギュラーとして出演した。

### 2000年 - 2019年
2001年、それまで控えていたテレビの音楽番組への出演を再開し、フジテレビ「新常識クイズ!目からウロコ」の司会も担当するなど積極的なメディア露出を行ったが、翌年からは再びテレビ露出をセーブ。
2002年、自主レコードレーベルとなるJULIE LABELを設立。このレーベルからリリースされた沢田のオリジナル・アルバムには、目玉焼きやホットケーキといった独特のパッケージ・デザインが施されている。
2005年には、ポリドール在籍時代のアルバム21タイトルと3枚のベスト・アルバムのリマスター盤が相次いで再発売され、そのうちベスト盤『ROYAL STRAIGHT FLUSH』がオリコン週間アルバムチャートで最高49位を記録した。
2008年、還暦を記念して、初の二大ドームコンサート「人間60年・ジュリー祭り」を開催し、東京ドーム、京セラドーム大阪両日で5万4,000人を集めた。このうち、数曲において1000人のコーラス隊を従え、約6時間半でフルコーラス80曲を歌いきるという圧巻のステージを敢行。このコンサートは、第21回ミュージック・ペンクラブ音楽賞のコンサート・パフォーマンス賞を受賞した。
2010年、プロデューサーとして沢田の全盛期を支えた加瀬邦彦率いるザ・ワイルド・ワンズと組んで『ジュリー with ザ・ワイルドワンズ』を結成。シングル『渚でシャララ』、アルバム『JULIE with THE WILD ONES』を発表し、全国ツアーを行った。第23回ミュージック・ペンクラブ音楽賞コンサート・パフォーマンス賞「JULIE with THE WILD ONES LIVE “僕達ほとんどいいんじゃあない”」 受賞。
2011年、長年交流を絶っていた元ザ・タイガースの瞳みのるが40年ぶりに芸能界に復帰。岸部一徳、森本太郎らタイガースのメンバーと共に、全国33都市38公演に及ぶ沢田の全国ツアー「沢田研二 LIVE 2011～2012」にゲストとして帯同した。ツアー最終日の2012年1月24日、会場となった日本武道館には岸部四郎も参加し、1971年1月24日で解散した時のメンバーが再集結したメモリアルコンサートとなった。第24回ミュージック・ペンクラブ音楽賞コンサート・パフォーマンス賞「沢田研二Live2011-2012ゲスト:瞳みのる・森本太郎・岸部一徳」受賞。
2012年3月11日、前年の同日に起こった東日本大震災被災地への祈りを込めたミニアルバム「3月8日の雲」を発表した。以降、毎年3月11日に「祈り」をテーマにした新曲を発表している。
2013年12月3日、44年ぶりとなるオリジナルメンバーによるザ・タイガースのコンサートを日本武道館において行った。12月27日のツアーファイナルは、東京ドームに45,000人を動員。この時も岸部四郎が登場し、初めて6人によるザ・タイガース全員の集結が実現した。
2017年7月16日、自身の芸能生活50周年を記念した全国ツアー「沢田研二 50周年記念LIVE 2017-2018」をNHKホール公演を皮切りにスタート。50周年にちなんで往年のヒット曲から最新の楽曲まで50曲をワンコーラスずつ歌った。
2018年7月から2019年2月にかけて、アリーナクラス10公演を含む全67公演に及ぶ大規模な古希記念ライブツアー「沢田研二 70YEARS LIVE 『OLD GUYS ROCK』」を開催した。なお、当該ツアー中、10月17日に予定されていたさいたまスーパーアリーナでの公演にて、観客動員が当初9000人の予定が7000人であったことが契約違反だとして、開演直前になって急遽中止になるトラブルが発生した。このトラブルは各メディアで大々的に取り上げられ騒動に発展、翌18日には、自宅近くの公園で取材に応じ釈明した。なお、今ツアーから、バック演奏は柴山和彦のギター1本で演奏するという体制となっていた（2021年まで）。

### 2020年以降
2020年、全27公演の全国ツアーが予定されていたが、新型コロナウイルス感染症感染拡大防止の為、全公演が中止となった。同年5月、映画『キネマの神様』（2021年公開）で、新型コロナウイルス感染症による肺炎で急逝した志村けんの代役として主演する事が明かされた。沢田の映画出演は『幸福のスイッチ』以来15年ぶり。同年12月、新型コロナウイルス感染症の収束が見えない現状を踏まえ、ファンクラブ「澤會」を解散すると公式サイトで発表した。
2021年、ソロ活動50周年を記念したライブ「沢田研二 2021 ソロ活動50周年LIVE『BALLADE』」を前半3公演、後半12公演の計15公演の全国ツアーを敢行した。ほとんどバラード調の楽曲で構成し、マスクの着用、検温、歓声歓談の禁止など、新型コロナウイルス感染症の感染対策を万全に施した厳戒態勢で開催された。同年11月、永年京都市の文化の向上に多大な功労をしたとして、「京都市文化功労者」として表彰された。2022年には、第40回京都府文化賞功労賞を受賞。
2022年に公開された映画『土を喰らう十二ヵ月』では主人公を演じ、第77回毎日映画コンクールで男優主演賞を受賞、第96回キネマ旬報ベスト・テンでも主演男優賞を受賞、2022年度全国映連賞で男優賞を受賞した。
2020年頃から新型コロナウイルス感染症の影響で、個人事務所である株式会社ココロ（CO-CóLO Corporation）を閉鎖していたが、2023年5月に妻の田中裕子の個人事務所であるアニマ出版株式会社（ANIMA）に吸収合併され、株式会社ココロは解散した。
2023年6月25日、沢田の75歳の誕生日にさいたまスーパーアリーナにて『沢田研二 LIVE 2022-2023「まだまだ一生懸命」ツアーファイナル バースデーライブ！』が開催された。さいたまスーパーアリーナでの公演は2018年10月に公演が急遽中止となり騒動となった以来初であり、リベンジ的な意味合いを持って開催され約1万9,000人を動員、チケットは完売した。また、この公演ではザ・タイガースから、瞳みのる、森本タロー、岸部一徳の3人がゲスト参加した。なお、本公演はWOWOWで生中継された。本公演に先立ち、6月13日にはBS-TBSで2時間特番「沢田研二 華麗なる世界 永久保存必至！ヒット曲大全集」が放送された。

## 人物

### 評価
- 2000年11月、雑誌『日経エンタテインメント!』誌上での特集「J-POP巨人列伝-20世紀を駆け抜けた10人」において、第2位に沢田が選出された（第1位は美空ひばり）[47]。
- 2003年、HMVによる日本史上最高のトップポップスアーティスト100にて17位に選ばれた[48]。
- 2017年にアンケートにて実施した、好きな70年代男性アイドルのランキングでは、全ての世代で1位を獲得した[49]。
- 2008年、還暦を記念した二大ドームコンサート「人間60年・ジュリー祭り」は、加瀬邦彦、岸部一徳、森本太郎という盟友をはじめ、エディ藩、サエキけんぞう、鮫島秀樹、白井良明、ミッキー吉野、八島順一、吉田建など、多くのミュージシャンが客席で見守った。湯浅学やスージー鈴木、安田謙一、町井ハジメら音楽評論家も絶賛した[50]。江國香織は「ジュリーの声は甘く透明なシロップの川」[51]、佐野洋子は「感動した。そして素晴らしく幸せだった」[52]、ねじめ正一は「ゲストもMCも一切なし。スポンサーもなし、メジャー資本もなし。ジュリー祭りはジュリーとお客のためだけのものだ」[53]と記し、ミュージシャンとしての姿勢を評価した。

### 楽曲
- 1989年に三代目市川猿之助（現：市川猿翁）演出のスーパーオペラ「海光」の主演スサーノ役、1993年に「漂泊者のアリア」で日本のオペラ歌手藤原義江役を演じ、さらに音楽劇ACTシリーズでは『愛の賛歌』『バラ色の人生』などシャンソンまで歌いこなしている。
- 「Julie Rock'nTour」などの全国ツアーで、グランド・ファンク・レイルロードやジョー・コッカー、Mitch Ryder & The Detroit Wheels、ローリング・ストーンズらをはじめとする数々の洋楽をカバーしている。
- 2000年以降の楽曲では、反戦、護憲、反原発などテーマは多岐に及ぶが、沢田の政治信条に関する楽曲を積極的に制作し、発表している。

### 交友関係
- 志村けんとは互いの凄さを認め合う[54]盟友とも言える関係で志村やザ・ドリフターズとのコント他、志村との舞台やラジオ番組には積極的に出演した。当時の志村は髪も薄くなく風貌も沢田と似ていたため、二人で向かい合って鏡に映る姿を演じるコントを行ったこともある。
- 2007年、阿久悠が死去した際、コンサートにて、阿久が沢田に作詞した最初の曲である『時の過ぎゆくままに』を観客とともに合唱し、その死を悼んだ[55]。
- 2015年、長年沢田のプロデューサーを務めた加瀬邦彦が死去した。同年の全国ツアーでは、新曲以外すべての曲で加瀬の作曲した曲でセットリストを構成し、その死を悼んだ。
- 2019年、萩原健一の死去に際して、同年5月のコンサートの中で以下の発言をし、その死を悼んだ[56]。

 時間はすぎてゆく、年齢はかさねていく、死んだ人もいる。長生きすることが必ずいいことだとは思いませんが、さすがにショーケンが死んだ時はこたえた。あいつなんかが死んだら、俺なんかと比べられるんだよ。昔の事とはいえ「ショーケンと言えばジュリー」と言われちゃうんだよ。俺は腹が立った。ショーケンはそんな奴じゃないぞ。もっと凄い奴だぞ。俺だって生き方が上手じゃない、けどショーケンはもっと上手じゃなかった。でもそれが萩原健一、萩原敬三(萩原の本名)だ。俺はあいつが大好きだ。見守っていてくれな。3秒間の黙とうを。
- 吉田拓郎とはメールでやり取りする仲である。
- 桂ざこばと交流があり、桂ざこばをモデルとした曲『TOMO＝DACHI』（2008年）という曲を発表している。
- 2019年末から個人事務所の社長に岸部一徳が就任した[57]。

### 影響
- B'zの稲葉浩志やサザンオールスターズの桑田佳祐、DER ZIBETのISSAY、吉井和哉、河村隆一、清春、BUCK-TICKの櫻井敦司、福山雅治、ZIGGYの森重樹一、エレファントカシマシ、藤井風などが、沢田の曲をカバーしている。
- 1979年に歌手である石野真子の「ジュリーがライバル」という曲がヒット。同年末の『第30回NHK紅白歌合戦』で、石野が初出場時に紅組のトップバッターとして歌唱披露した際、「ジュリー」こと白組の沢田の表情が映る場面があった。
- カブキロックスは沢田の「TOKIO」を江戸時代風の歌詞とメロディにアレンジした楽曲である 『お江戸-O・EDO-』でメジャーデビューし、約20万枚を売り上げた[58]。
- 平井堅が沢田をモチーフにした「お願いジュリー☆」というアルバム曲を出している。
- 香港では「日本のデヴィッド・ボウイ」と称され多数の曲がカバーされている。

### その他
- 朴一は著書「僕たちのヒーローはみんな在日だった…芸能・スポーツ界のKパワー」で、イニシャルながらも沢田のことを在日韓国・朝鮮人であると虚偽の決めつけ記事を掲載した。過去に「李花幻（いいかげん）」というペンネームで作詞・作曲していたことも誤解を招くきっかけとなった。これに対し沢田は、著書「我が名は、ジュリー」（中央公論社）に戸籍謄本のコピーを掲載し、日本国籍であると記しており、朴の主張は誤りである。
- 父親は戦前、俳優を目指し衣笠貞之助の付き人をしていた[59]。
- 普段は関西弁である。
- 歌唱時マイクは基本的に左手で持つ。
- 1966年にビートルズが来日し、日本武道館でコンサートを開催した当時のファニーズのファンから「絶対見た方がいいよ」とコンサートのチケットを渡され足を運んだ。このコンサートを見た沢田は「こんなものにはなれないと思った」と語っている[60]。
- ザ・タイガース時代に運転免許の取得を試み、挫折したが、1979年に主演した映画『太陽を盗んだ男』で運転シーンがあったため、このシーンのために仕事の合間を縫って上北沢自動車学校に通い取得した。

## 作品

### シングル
| 通番 | 発売日                                  | タイトル                                      | 規格品番                           | 備考                                                       | リリース国                                                                |
| ---- | --------------------------------------- | --------------------------------------------- | ---------------------------------- | ---------------------------------------------------------- | ------------------------------------------------------------------------- |
| 1    | 1971年11月1日                           | 君をのせて                                    | DR-1650                            |                                                            |                                                                           |
| 2    | 1972年3月10日                           | 許されない愛                                  | DR-1679                            |                                                            |                                                                           |
| 3    | 1972年6月25日                           | あなただけでいい                              | DR-1700                            |                                                            |                                                                           |
| 4    | 1972年9月20日                           | 死んでもいい                                  | DR-1720                            |                                                            |                                                                           |
| 5    | 1973年1月1日                            | あなたへの愛                                  | DR-1736                            |                                                            |                                                                           |
| 6    | 1973年4月21日                           | 危険なふたり                                  | DR-1765                            | 初のオリコン1位を獲得                                      |                                                                           |
| 7    | 1973年8月10日                           | 胸いっぱいの悲しみ                            | DR-1785                            |                                                            |                                                                           |
| 8    | 1973年11月21日                          | 魅せられた夜                                  | DR-1810                            |                                                            |                                                                           |
| 9    | 1974年3月21日                           | 恋は邪魔もの                                  | DR-1840                            |                                                            |                                                                           |
| 10   | 1974年7月10日                           | 追憶                                          | DR-1870                            |                                                            |                                                                           |
| 11   | 1974年11月21日                          | 愛の逃亡者 THE FUGITIVE                       | DP-1955                            |                                                            |                                                                           |
| -    | 1975年01月20日※                         | MON AMOUR JE VIENS DU BOUT DU MONDE           | -                                  | 『巴里にひとり』のフランス語バージョン ※フランスでの発売日 | フランス スイス カナダ オーストリア ギリシャ ノルウェー ベルギー オランダ |
| -    | 1975年01月21日※                         | THE FUGITIVE                                  | -                                  | ※イギリスでの発売日                                        | イギリス オーストラリア シンガポール ニュージーランド 香港                |
| 12   | 1975年3月1日                            | 白い部屋                                      | DR-1915                            |                                                            |                                                                           |
| -    | 1975年5月20日※                          | ATTENDS MOI                                   | -                                  | ※フランスでの発売日                                        | フランス カナダ ベルギー スイス スペイン オランダ                         |
| 13   | 1975年5月21日                           | 巴里にひとり                                  | DR-1935                            |                                                            |                                                                           |
| 14   | 1975年8月21日                           | 時の過ぎゆくままに                            | DR-1965                            | 自身最大のヒット曲                                         |                                                                           |
| -    | 1975年10月15日※                         | FOU DE TOI                                    | -                                  | ※フランスでの発売日                                        | フランス ベルギー オランダ                                                |
| 15   | 1976年1月21日                           | 立ちどまるな ふりむくな                       | DR-3010                            |                                                            |                                                                           |
| 16   | 1976年5月1日                            | ウィンクでさよなら                            | DR-6001                            |                                                            |                                                                           |
| -    | 1976年5月15日※                          | ELLE                                          | -                                  | ※フランスでの発売日                                        | フランス ベルギー オランダ                                                |
| -    | 1976年5月15日                           | WHEN THE LIGHT WENT OUT                       | -                                  | イギリスでのみリリース                                     | イギリス                                                                  |
| 17   | 1976年9月10日                           | コバルトの季節の中で                          | DR-6045                            |                                                            |                                                                           |
| 18   | 1977年2月1日                            | さよならをいう気もない                        | DR-6070                            |                                                            |                                                                           |
| -    | 1977年2月21日                           | JULIE LOVE                                    | -                                  | フランスでのみリリース                                     | フランス                                                                  |
| 19   | 1977年5月21日                           | 勝手にしやがれ                                | DR-6105                            | 第19回日本レコード大賞受賞曲                               |                                                                           |
| -    | 1977年7月30日                           | MEMORIES                                      | -                                  | 西ドイツでの先行リリース                                   | ドイツ                                                                    |
| 20   | 1977年8月10日                           | MEMORIES                                      | DPQ-6065                           |                                                            |                                                                           |
| 21   | 1977年9月5日                            | 憎みきれないろくでなし                        | DR-6140                            |                                                            |                                                                           |
| -    | 1977年※                                 | TU AS CHANGE                                  | -                                  | ※フランスでの発売日                                        | フランス                                                                  |
| -    | 1977年10月10日※                         | ROCK'NROLL CHILD                              | -                                  | ※西ドイツでの発売日                                        | ドイツ ベルギー オランダ                                                  |
| 22   | 1978年1月21日                           | サムライ                                      | DR-6175                            |                                                            |                                                                           |
| -    | 1978年1月21日                           | IN THE CITY                                   | -                                  | 西ドイツでのみリリース                                     | ドイツ                                                                    |
| 23   | 1978年5月21日                           | ダーリング                                    | DR-6215                            |                                                            |                                                                           |
| 24   | 1978年8月1日                            | ヤマトより愛をこめて                          | DR-6235                            | 映画『さらば宇宙戦艦ヤマト 愛の戦士たち』主題歌            |                                                                           |
| 25   | 1978年9月10日                           | LOVE (抱きしめたい)                           | DR-6245                            |                                                            |                                                                           |
| 26   | 1979年2月1日                            | カサブランカ・ダンディ                        | DR-6280                            |                                                            |                                                                           |
| 27   | 1979年5月31日                           | OH! ギャル                                    | DR-6310                            |                                                            |                                                                           |
| 28   | 1979年9月21日                           | ロンリー・ウルフ                              | DR-6355                            |                                                            |                                                                           |
| 29   | 1980年1月1日                            | TOKIO                                         | DR-6385                            |                                                            |                                                                           |
| 30   | 1980年4月21日                           | 恋のバッド・チューニング                      | DR-6410                            |                                                            |                                                                           |
| 31   | 1980年9月21日                           | 酒場でDABADA                                  | 7DX-1015                           |                                                            |                                                                           |
| 32   | 1980年12月23日                          | おまえがパラダイス                            | 7DX-1035                           |                                                            |                                                                           |
| 33   | 1981年5月1日                            | 渚のラブレター                                | 7DX-1085                           |                                                            |                                                                           |
| 34   | 1981年9月21日                           | ス・ト・リ・ッ・パ・ー                        | 7DX-1125                           |                                                            |                                                                           |
| 35   | 1982年1月10日                           | 麗人                                          | 7DX-1150                           |                                                            |                                                                           |
| 36   | 1982年5月1日                            | おまえにチェックイン                          | 7DX-1170                           |                                                            |                                                                           |
| 37   | 1982年9月10日                           | 6番目のユ・ウ・ウ・ツ                         | 7DX-1195                           |                                                            |                                                                           |
| 38   | 1983年1月1日                            | 背中まで45分                                  | 7DX-1215                           |                                                            |                                                                           |
| 39   | 1983年5月10日                           | 晴れのちBLUE BOY                              | 7DX-1234                           |                                                            |                                                                           |
| 40   | 1983年9月21日                           | きめてやる今夜                                | 7DX-1265                           |                                                            |                                                                           |
| 41   | 1984年2月10日                           | どん底                                        | 7DX-1280                           |                                                            |                                                                           |
| 42   | 1984年4月25日                           | 渡り鳥 はぐれ鳥                               | 7DX-1305                           |                                                            |                                                                           |
| 43   | 1984年9月25日                           | AMAPOLA                                       | 7DX-1340                           |                                                            |                                                                           |
| 44   | 1985年8月8日                            | 灰とダイヤモンド                              | WTP-17750                          | 東芝EMI移籍第一弾                                          |                                                                           |
| 45   | 1986年4月23日                           | アリフ・ライラ・ウィ・ライラ 〜千夜一夜物語〜 | WTP-17843                          |                                                            |                                                                           |
| 46   | 1986年10月22日                          | 女神                                          | WTP-17907                          |                                                            |                                                                           |
| 47   | 1987年3月21日                           | きわどい季節-Summer Graffiti-                 | WTP-17948                          |                                                            |                                                                           |
| 48   | 1987年7月22日                           | STEPPIN' STONES                               | WTP-17982                          |                                                            |                                                                           |
| 49   | 1987年11月16日                          | CHANCE                                        | RT07-2023                          |                                                            |                                                                           |
| 50   | 1988年6月25日                           | TRUE BLUE                                     | RT07-2111（EP） XT10-2022（8cmCD） |                                                            |                                                                           |
| 51   | 1988年10月26日                          | Stranger -Only Tonight-                       | RT07-2226（EP） XT10-2226（8cmCD） |                                                            |                                                                           |
| 52   | 1989年5月24日                           | muda                                          | RT07-2339（EP） XT10-2339（8cmCD） |                                                            |                                                                           |
| 53   | 1989年9月20日                           | ポラロイドGIRL                                | RT07-2427（EP） XT10-2427（8cmCD） |                                                            |                                                                           |
| 54   | 1990年2月7日                            | DOWN                                          | TODT-5076                          |                                                            |                                                                           |
| 55   | 1990年5月23日                           | 世界はUp & Fall                               | TODT-2517                          |                                                            |                                                                           |
| 56   | 1991年5月17日                           | SPLEEN 〜六月の風にゆれて〜                   | TODT-2669                          |                                                            |                                                                           |
| 57   | 1992年5月1日                            | 太陽のひとりごと                              | TODT-2831                          |                                                            |                                                                           |
| 58   | 1993年10月20日                          | そのキスが欲しい                              | TODT-3121                          |                                                            |                                                                           |
| 59   | 1994年11月16日                          | HELLO / YOKOHAMA BAY BLUES                    | TODT-3356                          | 両A面                                                      |                                                                           |
| 60   | 1995年11月29日                          | あんじょうやりや                              | TODT-3621                          |                                                            |                                                                           |
| 61   | 1996年9月6日                            | 愛まで待てない                                | TODT-3790                          |                                                            |                                                                           |
| 62   | 1997年6月10日                           | オリーヴ・オイル                              | TODT-3983                          |                                                            |                                                                           |
| 63   | 1997年8月27日                           | サーモスタットな夏                            | TODT-5023                          |                                                            |                                                                           |
| 64   | 1997年10月16日                          | 恋なんて呼ばない                              | TODT-5048                          |                                                            |                                                                           |
| 65   | 1998年6月24日                           | 永遠に                                        | TODT-5160                          |                                                            |                                                                           |
| 66   | 1999年8月6日                            | 鼓動                                          | TODT-5334                          |                                                            |                                                                           |
| 67   | 2000年8月9日                            | 耒タルベキ素敵                                | TOCT-22097                         |                                                            |                                                                           |
| 68   | 2001年6月8日                            | あの日は雨                                    | TOCT-22157                         |                                                            |                                                                           |
| 69   | 2002年9月1日                            | 忘却の天才                                    | COLO-0820                          | JULIE LABEL第一弾                                          |                                                                           |
| 70   | 2003年4月25日                           | 明日は晴れる                                  | COLO-0425                          |                                                            |                                                                           |
| 71   | 2004年2月25日                           | オーガニック オーガスム                       | COLO-0225                          |                                                            |                                                                           |
| 72   | 2005年5月9日                            | greenboy                                      | COLO-0509                          |                                                            |                                                                           |
| 73   | 2006年4月21日                           | 俺たち最高                                    | COLO-0421                          |                                                            |                                                                           |
| 74   | 2007年6月25日                           | そっとくちづけを                              | COLO-0625                          |                                                            |                                                                           |
| 75   | 2008年5月25日                           | ROCK'N ROLL MARCH                             | COLO-0525                          |                                                            |                                                                           |
| 76   | 2017年3月11日                           | ISONOMIA                                      | COLO-1703                          |                                                            |                                                                           |
| 77   | 2019年3月11日                           | SHOUT!                                        | COLO-1903                          |                                                            |                                                                           |
| 78   | 2020年3月11日 2020年3月14日（一部店舗） | Help! Help! Help! Help!                       | COLO-20200311                      |                                                            |                                                                           |
| 79   | 2022年6月25日                           | LUCKY／一生懸命                               | ANIM-20220625                      |                                                            |                                                                           |
| 80   | 2022年11月11日                          | いつか君は                                    | ANIM-20221111                      | 映画『土を喰らう十二ヵ月』主題歌                           |                                                                           |

### オリジナル・アルバム
ソロデビュー以来、毎年必ず新作アルバムを発表し、他に例を見ない連続記録といわれた。
2014年3月26日には『JULIE』〜『NON POLICY』、2015年9月16日にはEMI所属時代に発売されたアルバムのうち『架空のオペラ』〜『HELLO』がユニバーサルミュージックからSHM-CDとして再発売された（『sur←』〜『新しい想い出 2001』は個人レーベルJULIE LABELから再発売されている）。
| 通番 | 発売日         | タイトル                            | 規格品番                                    | 備考                                     | リリース国                        |
| ---- | -------------- | ----------------------------------- | ------------------------------------------- | ---------------------------------------- | --------------------------------- |
| 1    | 1969年12月15日 | JULIE                               | MP-1465                                     | ザ・タイガース在籍中にリリースされた作品 |                                   |
| 2    | 1971年12月21日 | JULIE II                            | MR-5011                                     |                                          |                                   |
| 3    | 1972年9月10日  | JULIE IV 今僕は倖せです             | MR-5018                                     |                                          |                                   |
| 4    | 1973年8月21日  | JULIE VI ある青春                   | MR-2237                                     |                                          |                                   |
| 5    | 1974年9月10日  | JEWEL JULIE 追憶                    | MR-2258                                     |                                          |                                   |
| 6    | 1974年12月21日 | THE FUGITIVE 愛の逃亡者             | MP-2419                                     |                                          |                                   |
| -    | 1975年1月21日  | KENJI                               | -                                           | 内容は『THE FUGITIVE 愛の逃亡者』と同一  | イギリス インドネシア 香港        |
| 7    | 1975年12月21日 | いくつかの場面                      | MR-2280                                     |                                          |                                   |
| -    | 1976年2月1日   | KENJI SAWADA                        | -                                           | 内容は日本版と同一                       | フランス ドイツ オランダ ベルギー |
| 8    | 1976年4月21日  | KENJI SAWADA                        | MR-2289                                     |                                          |                                   |
| 9    | 1976年12月1日  | チャコール・グレイの肖像            | MR-3035                                     |                                          |                                   |
| 10   | 1977年11月15日 | 思いきり気障な人生                  | MR-3090                                     |                                          |                                   |
| -    | 1978年4月      | rock'n'roll child                   | -                                           | 日本国外のみでのリリース                 | フランス ドイツ                   |
| 11   | 1978年8月10日  | 今度は、華麗な宴にどうぞ。          | MR-3130                                     |                                          |                                   |
| 12   | 1978年12月1日  | LOVE 〜愛とは不幸をおそれないこと〜 | MR-3150                                     |                                          |                                   |
| 13   | 1979年11月25日 | TOKIO                               | MR-3210                                     |                                          |                                   |
| 14   | 1980年7月21日  | BAD TUNING                          | 28MX-1005                                   |                                          |                                   |
| 15   | 1980年12月23日 | G.S.I LOVE YOU                      | 28MX-1020                                   |                                          |                                   |
| 16   | 1981年6月10日  | S/T/R/I/P/P/E/R                     | 28MX-1040                                   |                                          |                                   |
| 17   | 1982年6月1日   | A WONDERFUL TIME                    | 28MX-1100                                   |                                          |                                   |
| 18   | 1982年12月10日 | MIS CAST                            | 28MX-1125                                   |                                          |                                   |
| 19   | 1983年3月5日   | JULIE SONG CALENDAR                 | KLA-1303                                    | 当初カセットテープのみで発売された       |                                   |
| 20   | 1983年10月1日  | 女たちよ                            | 28MX-1149                                   |                                          |                                   |
| 21   | 1984年6月5日   | NON POLICY                          | 28MX-1171                                   |                                          |                                   |
| 22   | 1985年9月21日  | 架空のオペラ                        | WTP-90353                                   |                                          |                                   |
| 23   | 1986年6月25日  | CO-CóLO 1 〜夜のみだらな鳥達〜      | WTP-90409                                   |                                          |                                   |
| 24   | 1987年5月25日  | 告白-CONFESSION-                    | WTP-90468                                   |                                          |                                   |
| 25   | 1988年7月24日  | TRUE BLUE                           | RT28-5252                                   |                                          |                                   |
| 26   | 1989年10月11日 | 彼は眠れない                        | CT32-5536                                   |                                          |                                   |
| 27   | 1990年6月20日  | 単純な永遠                          | TOCT-5712                                   |                                          |                                   |
| 28   | 1991年6月14日  | PANORAMA                            | TOCT-6154                                   |                                          |                                   |
| 29   | 1992年6月10日  | Beautiful World                     | TOCT-6511                                   |                                          |                                   |
| 30   | 1993年11月17日 | REALLY LOVE YA!!                    | TOCT-8245                                   |                                          |                                   |
| 31   | 1994年12月14日 | HELLO                               | TOCT-8657                                   |                                          |                                   |
| 32   | 1995年12月13日 | sur←                                | TOCT-9271（旧盤） COLO-9512（再発盤）       |                                          |                                   |
| 33   | 1996年9月19日  | 愛まで待てない                      | TOCT-9535（旧盤） COLO-9609（再発盤）       |                                          |                                   |
| 34   | 1997年6月25日  | サーモスタットな夏                  | TOCT-9872（旧盤） COLO-9706（再発盤）       |                                          |                                   |
| 35   | 1998年7月15日  | 第六感                              | TOCT-10348（旧盤） COLO-9807（再発盤）      |                                          |                                   |
| 36   | 1999年8月25日  | いい風よ吹け                        | TOCT-24185（旧盤） COLO-9908（再発盤）      |                                          |                                   |
| 37   | 2000年9月13日  | 耒タルベキ素敵                      | TOCT-24403/4（旧盤） COLO-0009/10（再発盤） | 2枚組アルバム。全23曲                    |                                   |
| 38   | 2001年6月20日  | 新しい想い出 2001                   | TOCT-24613（旧盤） COLO-0106（再発盤）      |                                          |                                   |
| 39   | 2002年9月1日   | 忘却の天才                          | COLO-0209                                   | 初回ブック型特殊ケース仕様               |                                   |
| 40   | 2003年4月25日  | 明日は晴れる                        | COLO-0304                                   | 初回盾形特殊ケース仕様                   |                                   |
| 41   | 2004年2月25日  | CROQUEMADAME & HOTCAKES             | COLO-0402                                   | 初回クロックマダム型特殊ケース仕様       |                                   |
| 42   | 2005年5月9日   | greenboy                            | COLO-0505                                   | 初回6Pチーズ型特殊ケース仕様             |                                   |
| 43   | 2006年4月21日  | 俺たち最高                          | COLO-0604                                   | 初回サイコロ型特殊ケース仕様             |                                   |
| 44   | 2007年6月25日  | 生きてたらシアワセ                  | COLO-0710                                   |                                          |                                   |
| 45   | 2008年5月25日  | ROCK'N ROLL MARCH                   | COLO-0805                                   |                                          |                                   |

### ミニ・アルバム
2008年まで毎年行ってきたアルバム制作を縮小し、2009年からは4〜6曲程度収録したミニアルバムを発表するようになった。2012年からは、前年の東日本大震災をきっかけに「祈り」をテーマにした楽曲を制作しており、作詞は全て沢田が手がけている。
| 通番 | 発売日        | タイトル           | 規格品番    | 備考 |
| ---- | ------------- | ------------------ | ----------- | ---- |
| 1    | 2009年6月10日 | Pleasure Pleasure  | COLO-0906   |      |
| 2    | 2010年9月1日  | 涙色の空           | COLO-1009   |      |
| 3    | 2012年3月11日 | 3月8日の雲         | COLO-1203   |      |
| 4    | 2013年3月11日 | Pray               | COCOLO-1303 |      |
| 5    | 2014年3月11日 | 三年想いよ         | COLO-1403   |      |
| 6    | 2015年3月11日 | こっちの水苦いぞ   | COLO-1503   |      |
| 7    | 2016年3月11日 | un democratic love | COLO-1603   |      |
| 8    | 2018年3月11日 | OLD GUYS ROCK      | COLO-1803   |      |

### カバー・アルバム
| 通番 | 発売日        | タイトル                 | 規格品番  | 備考                           |
| ---- | ------------- | ------------------------ | --------- | ------------------------------ |
| 1    | 1970年        | ジュリーのロックカクテル | -         | ザ・タイガース在籍時にリリース |
| 2    | 1991年12月4日 | A SAINT IN THE NIGHT     | TOCT-9589 |                                |

### ベスト・アルバム
| 通番 | 発売日         | タイトル                                   | 規格品番                | 備考 | リリース国 |
| ---- | -------------- | ------------------------------------------ | ----------------------- | --- | ---------- |
| 1    | 1973年6月10日  | 沢田研二 GLORIOUS 20                       | MR-8535/6               | LP2枚組 |            |
| 2    | 1974年4月10日  | パーフェクト                               | MR-9801/2               | LP2枚組 |            |
| 3    | 1975年4月25日  | 沢田研二 パーフェクト14                    | MR-7501                 | |            |
| 4    | 1976年9月10日  | FOREVER 〜沢田研二ベスト・セレクション〜   | MR-9201/2               | LP2枚組 |            |
| 5    | 1977年12月15日 | 沢田研二大全集                             | MRA-9610〜4             | LP5枚組限定版 |            |
| 6    | 1977年7月25日  | Kenji Sawada Nice Songs 勝手にしやがれ     | KSF-1060                | カセットテープのみ |            |
| 7    | 1977年7月25日  | Rock'n Julie with Tigers                   | KSF-1057                | カセットテープのみ |            |
| -    | 1978年4月      | YESTERDAY TODAY                            | -                       | 香港のみでのリリース | 香港       |
| 8    | 1978年5月25日  | ダーリング・Julie                          | KSF-1101                | カセットテープのみ |            |
| 9    | 1979年4月1日   | ROYAL STRAIGHT FLUSH                       | MR-3170                 | CD再発 |            |
| 10   | 1980年2月25日  | 沢田研二全曲集                             | -                       | カセットテープのみ |            |
| 11   | 1980年9月25日  | 酒場でDABADA                               | KLA-1144                | カセットテープのみ |            |
| 12   | 1981年1月25日  | 沢田研二全曲集                             | -                       | カセットテープのみ |            |
| 13   | 1981年5月25日  | 沢田研二作品集                             | KLA-1187                | カセットテープのみ |            |
| -    | 1981年         | KENJI SAWADA Greatest Hits                 | -                       | 香港のみでのリリース | 香港       |
| 14   | 1981年12月15日 | ROYAL STRAIGHT FLUSH 2                     | 28MX-1080               | CD再発 |            |
| 15   | 1982年10月25日 | ジュリー・CMソング・コレクション           | KSA-1112                | カセットテープのみ |            |
| 16   | 1983年10月25日 | 沢田研二全曲集                             | -                       | カセットテープのみ |            |
| 17   | 1984年3月25日  | ROYAL STRAIGHT FLUSH 3                     | 28MX-1170               | CD再発 |            |
| 18   | 1985年9月1日   | Royal Straight Flush SPECIAL               | H32P-20044              | |            |
| 19   | 1986年6月1日   | Julie Special 〜沢田研二 A面コレクション〜 | H75P-20082〜4           | ポリドール所属期のソロシングルA面全曲と「灰とダイヤモンド」を収録 CD再発（SHM-CD仕様）3枚組                                                                                  |            |
| 20   | 1986年8月21日  | 我が名は、ジュリー                         | KLF-1178〜1182 KSF-1474 | カセットテープのみ（20周年記念カセット6本セット限定盤） |            |
| 21   | 1987年9月13日  | SUPER BEST                                 | CT25-5344/5             | 2枚組 |            |
| 22   | 1996年11月20日 | 沢田研二 B面コレクション                   | SPCD-1593〜5            | 30周年記念32タイトルCD再発予約特典（非売品）オリジナルアルバム未収録のシングルB面曲（「君をのせて」〜「muda」まで）を収録 後にJULIE LABELからコンサート会場限定再発売。3枚組 |            |
| 23   | 1996年12月11日 | AFTERMATH                                  | TOCT-9710               | バラード・セレクション |            |
| 24   | 1997年12月10日 | Royal Straight Flush 1971-1979             | TOCT-10014/5            | 収録曲は「君をのせて」〜「ロンリーウルフ」までのシングルA面 2枚組。2015年9月16日にSHM-CD仕様で再発売（ユニバーサルミュージック）                                             |            |
| 25   | 1997年12月10日 | Royal Straight Flush 1980-1996             | TOCT-10016/7            | 収録曲は「TOKIO」〜「愛まで待てない」までのシングルA面（「HELLO / YOKOHAMA BAY BLUES」は両曲収録） 2015年9月16日にSHM-CD仕様で再発売（ユニバーサルミュージック）2枚組        |            |
| 26   | 1997年12月10日 | Distortion Love                            | TOCT-10018              | アルバム『彼は眠れない』〜『HELLO』からのセレクションベスト |            |
| 27   | 2008年6月25日  | cocolonooto                                | COLO-086251〜5          | セルフプロデュース期の沢田研二作詞曲69曲を収録、アートディレクションは森本千絵。5枚組                                                                                        |            |
| 28   | 2008年8月27日  | SINGLE COLLECTION BOX Polydor Years        | UPCY-9152〜94           | ポリドール在籍時の全シングルのCD-BOX |            |
| 29   | 2012年6月6日   | ロイヤル・ストレート・フラッシュ 1 2 3     | UPCY-9202〜4            | 3000セット限定 |            |

### ライブ・アルバム
| 通番 | 発売日         | タイトル                                                       | 規格品番                                   | 収録・備考 |
| ---- | -------------- | -------------------------------------------------------------- | ------------------------------------------ | --- |
| 1    | 1972年3月10日  | JULIE III SAWADA KENJI RECITAL                                 | AR-9001/2                                  | 1971年12月24日 日生劇場 LP2枚組 |
| 2    | 1972年12月21日 | JULIE V 沢田研二 日生リサイタル                                | MR-9121/2                                  | 1972年10月17日-21日 日生劇場 LP2枚組 |
| 3    | 1973年12月21日 | JULIE VII THE 3rd 沢田研二リサイタル                           | MR-9127〜9                                 | 1973年10月10日 中野サンプラザ LP3枚組 |
| 4    | 1975年10月21日 | 沢田研二比叡山フリーコンサート                                 | MR-9150/1                                  | 1975年7月20日 蛇ヶ池人工スキー場 LP2枚組 |
| 5    | 1977年8月10日  | 沢田研二リサイタル ハムレット・イン・ジュリー                  | MRA-9608/9                                 | 1977年6月29日-30日 NHKホール LP2枚組 |
| 6    | 1978年10月25日 | JULIE ROCK'N TOUR '78 田園コロシアムライブ                     | KMF-1021                                   | 1978年8月31日 田園コロシアム（カセットテープのみ） |
| 7    | 1979年8月25日  | JULIE ROCK'N TOUR '79                                          | KRZ-5001                                   | 1979年7月28-29日 渋谷公会堂(カセットテープ2枚組) |
| 8    | 1981年3月21日  | サヨナラ日劇ウエスタン・カーニバル                             | K69-1001                                   | 1981年1月25日 日本劇場 （カセットテープのみ。1998年11月26日CD再発） |
| 9    | 1986年12月25日 | 架空のオペラ '86                                               | T32-1105〜8                                | 正月歌劇: 1986年1月16-18日 NHKホール、1月21-28日 フェスティバルホール SUMMER LIVE '86: 1986年10月8-9日 新宿厚生年金会館、10月10日 フェスティバルホール（20周年記念LP/CD4枚組限定盤） |
| 10   | 1992年1月16日  | 武道館コンサート "Julie Mania" （25周年記念コンサートCD2枚組） | TOCT-6411/2（旧盤） COLO-9110/11（再発盤） | 1991年10月11日 日本武道館（25周年記念コンサートCD2枚組） |
| 11   | 1996年11月20日 | 沢田研二 ライブセレクション                                    | SPCD-1592                                  | 30周年記念32タイトルCD再発予約特典（非売品） |
| 12   | 2009年7月25日  | 人間60年・ジュリー祭り                                         | COLO-0812                                  | 2008年12月に行われた東京ドーム公演『人間60年・ジュリー祭り』の模様を収めたCD6枚組（全82曲完全収録）。                                                                                |

### 企画盤
| 通番 | 発売日         | タイトル                                   | 規格品番   | 媒体       | 備考 |
| ---- | -------------- | ------------------------------------------ | ---------- | ---------- | --- |
| 1    | 1973年         | いま、このときめきを                       | -          | ソノシート | 作詞作曲:よしだたくろう フジカラーのCMソングに起用。非売品。                                                                       |
| 2    | 1997年         | TIME IS ON MY SIDE                         | PCDSZ-1101 | シングル   | 高橋幸宏、玉置浩二とともにローリング・ストーンズのタイム・イズオン・マイ・サイドをカバー。トヨタクレスタのCMソングに起用。非売品。 |
| 3    | 1997年3月26日  | 君を真実に愛せなくては他の何も続けられない | TODT-3927  | シングル   | 森本太郎、岸部一徳と共に“TEA FOR THREE”名義で発売                                                                                  |
| 4    | 2001年10月24日 | まごころよりどころ                         | TKDA-72236 | シングル   | 松坂慶子とのデュエット“研二と慶子”名義で発売 映画『カタクリ家の幸福』劇中歌                                                        |
| 5    | 2010年2月10日  | 渚でシャララ                               | YICD-70060 | シングル   | ザ・ワイルドワンズと共に“ジュリー with ザ・ワイルドワンズ”名義で発売                                                               |
| 6    | 2010年3月24日  | JULIE with THE WILD ONES                   | YICD-70072 | アルバム   | “ジュリー with ザ・ワイルドワンズ”名義で発売                                                                                       |

### 映像作品（ライブ・テレビ）
ソロデビュー以降、恒例の東京・大阪を中心とした正月コンサートと、全国ツアーを行っている。以下、映像化されたものを記す。
| 通番 | 発売日         | タイトル                                                                     | 媒体     | 規格品番                           | 収録                                                                                          | 備考                                    |
| ---- | -------------- | ---------------------------------------------------------------------------- | -------- | ---------------------------------- | --------------------------------------------------------------------------------------------- | --------------------------------------- |
| 1    | 1980年7月21日  | JULIE PRESENTS'80 BAD TUNING                                                 | VHS、β   | -                                  | 1980年5月24日 横浜スタジアム                                                                  | 2002年VHSのみ再発                       |
| 2    | 1983年3月10日  | JULIE CONCERT TOUR'83 MIS CAST                                               | VHS、β   | -                                  | 渋谷公会堂                                                                                    | 2003年VHSのみ再発                       |
| 3    | 1991年3月      | KENJI SAWADA With Jazz Master                                                | VHS、DVD | COLO-99010                         | 1990年10月28日 一橋大学 兼松講堂                                                              | DVDは数量限定                           |
| 4    | 1992年1月16日  | 武道館コンサート ジュリーマニア                                              | VHS、DVD | APVF-9001（VHS） COLO-99110（DVD） | 1991年10月11日 日本武道館                                                                     |                                         |
| 5    | 1992年7月      | A SAINT IN THE NIGHT                                                         | VHS、DVD | COLO-99202                         | 1992年2月22日 NHKホール                                                                       | DVDは数量限定                           |
| 6    | 1994年4月25日  | REALLY LOVE YA!!                                                             | VHS、DVD | COLO-99401                         | 1994年1月6日 渋谷公会堂                                                                       |                                         |
| 7    | 1995年1月5日   | ZU ZU Songs                                                                  | VHS、DVD | COLO-99410                         | 1994年10月2日 渋谷公会堂                                                                      |                                         |
| 8    | 1996年6月      | あんじょうやりや                                                             | VHS、DVD | COLO-99603                         | 1996年3月8日 ティアラこうとう                                                                 |                                         |
| 9    | 1997年6月      | Concert Tour 96 and 97 愛まで待てない                                        | VHS、DVD | COLO-99702                         | 1997年2月8日 パルテノン多摩                                                                   |                                         |
| 10   | 1997年10月     | tour'97 サーモスタットな夏                                                   | VHS、DVD | COLO-99710                         | 1997年10月18日 日比谷野外音楽堂                                                               |                                         |
| 11   | 1998年6月      | ROYAL STRAIGHT FLUSH                                                         | VHS、DVD | COLO-99801                         | 1998年1月6日 渋谷公会堂                                                                       |                                         |
| 12   | 1999年1月      | 1998 ROCKAN' TOUR                                                            | VHS、DVD | COLO-99810                         | 1998年10月3日 松戸森のホール21                                                                | DVDは数量限定                           |
| 13   | 1999年5月      | 1999正月コンサート                                                           | VHS、DVD | COLO-99901                         | 1999年1月9日 渋谷公会堂                                                                       | DVDは数量限定                           |
| 14   | 2000年3月      | いい風よ吹け                                                                 | VHS、DVD | COLO-99911                         | 1999年11月14日 東京厚生年金会館                                                               | DVDは数量限定                           |
| 15   | 2000年6月      | 祝・2000年正月大運動会                                                       | VHS、DVD | COLO-90001                         | 2000年1月8日 渋谷公会堂                                                                       | DVDは数量限定                           |
| 16   | 2000年12月     | 耒タルベキ素敵                                                               | VHS、DVD | COLO-90009                         | 2000年9月24日 渋谷公会堂                                                                      | DVDは数量限定                           |
| 17   | 2001年4月      | 21世紀初三大都市公演                                                         | VHS、DVD | COLO-90101                         | 2001年1月6日 渋谷公会堂                                                                       | DVDは数量限定                           |
| 18   | 2002年         | 新しい想い出                                                                 | VHS、DVD | COLO-90112                         | 2001年12月8日 大宮ソニックシティ                                                              | DVDは数量限定                           |
| 19   | 2002年9月      | 糸車のレチタティーボ                                                         | VHS、DVD | COLO-90201                         | 2002年1月7日 渋谷公会堂                                                                       | DVDは数量限定                           |
| 20   | 2002年11月12日 | 快傑ジュリーの冒険                                                           | VHS、DVD | COLO-9999                          | フジテレビ番組『クイズドレミファドン』出演時の映像を収録（1976年-1987年、全28話）             |                                         |
| 21   | 2003年7月      | 忘却の天才                                                                   | VHS、DVD | COLO-90210                         | 2002年10月26日 府中の森芸術劇場                                                               | DVDは数量限定                           |
| 22   | 2003年7月      | LOVE & PEACE                                                                 | VHS、DVD | COLO-90301                         | 2003年1月7日 渋谷公会堂                                                                       | DVDは数量限定                           |
| 23   | 2004年3月      | 明日は晴れる                                                                 | VHS、DVD | COLO-90311                         | 2003年11月3日 大宮ソニックシティ                                                              | DVDは数量限定                           |
| 24   | 2004年7月      | 爛漫甲申演唱会                                                               | VHS、DVD | COLO-90401                         | 2004年1月18日 渋谷公会堂                                                                      | DVDは数量限定                           |
| 25   | 2005年5月25日  | CROQUEMADAME & HOTCAKES                                                      | DVD      | COLO-90411                         | 2004年11月6日 大宮ソニックシティ                                                              |                                         |
| 26   | 2005年6月1日   | 師走 RomantiX                                                                | DVD      | COLO-90412                         | 2004年12月25日 東京国際フォーラム ホールA                                                     |                                         |
| 27   | 2005年9月15日  | 源氏物語                                                                     | DVD      | COLO-98001                         | 1980年1月3日にTBSで放送された単発ドラマ。脚本：向田邦子                                       |                                         |
| 28   | 2006年5月15日  | greenboy                                                                     | DVD      | COLO-90511                         | 2005年11月19日 大宮ソニックシティ                                                             |                                         |
| 29   | 2007年5月3日   | ワイルドボアの平和                                                           | DVD      | COLO-90701                         | 2007年1月14日 渋谷C.C.Lemonホール                                                             |                                         |
| 30   | 2008年2月2日   | 生きてたらシアワセ                                                           | DVD      | COLO-90710                         | 2007年10月13日 渋谷C.C.Lemonホール                                                            |                                         |
| 31   | 2009年6月25日  | 人間60年・ジュリー祭り                                                       | DVD      | COLO-90812                         | 2008年12月3日 東京ドーム                                                                      | 4枚組DVD                                |
| 32   | 2011年12月21日 | 沢田研二 in 夜のヒットスタジオ                                               | DVD      | POPD-22036                         | フジテレビ番組『夜のヒットスタジオ』出演時の映像を収録（1975年5月5日-1990年2月21日、全102回） | 6枚組DVD                                |
| 33   | 2012年6月29日  | 沢田研二 LIVE 2011〜2012 ゲスト:瞳みのる・森本太郎・岸部一徳                 | DVD      | COLO-91201                         | 2012年1月24日 日本武道館                                                                      |                                         |
| 34   | 2020年12月4日  | 沢田研二 BEST OF NHK DVD-BOX                                                 | DVD      | NSDX-24672                         | NHK出演時の映像を収録                                                                         | 5枚組DVD                                |
| 35   | 2021年4月28日  | 沢田研二 TBS PREMIUM COLLECTION                                              | DVD      | POBD-25094〜100                    | ザ・ベストテン出演映像を含むTBS出演時の映像を収録                                             | 7枚組DVD                                |
| 36   | 2024年1月24日  | 沢田研二 LIVE 2022-2023「まだまだ一生懸命」ツアーファイナル バースデーライブ | Blu-ray  | ANIM-240112                        | 2023年6月25日 さいたまスーパーアリーナ ゲスト：瞳みのる・森本太郎・岸部一徳                   | 2024年1月12日からライブ会場他で先行販売 |

### 映像作品（舞台）
1989年から1998年まで続いた音楽劇「ACT」シリーズ（演出・加藤直）では、ほぼ1人芝居で哲学的な内容を演じている。9枚組のCD全集が発売されている。
| 通番 | 公演年 | タイトル                                | 媒体     | 規格品番   | 公演場所・収録日・その他                                                  | 備考                                                                                   |
| 1    | 1977年 | ロックオペラ・ハムレット                | レコード | MRA-9608/9 | 1977年6月29日-30日 NHKホール                                              |                                                                                        |
| 2    | 1989年 | YOKOHAMAスーパーオペラ“海光”公演記念盤  | CD、VHS  | CT32-5496  |                                                                           | 演出：市川猿之助（現：市川猿翁）音楽：加藤和彦 脚本・作詞：安井かずみ                  |
| 3    | 1990年 | ACT BORIS VIAN                          | VHS、DVD | COLO-99003 | 1990年3月7日-27日 東京グローブ座・新神戸オリエンタル劇場                  | 夭折したフランスの芸術家を演じた1人芝居                                                |
| 4    | 1991年 | ACT NINO ROTA                           | VHS、DVD | COLO-99103 | 1991年3月3日-24日 東京グローブ座・神戸オリエンタル劇場                    | フェデリコ・フェリーニ監督の音楽を務めた作曲家がモチーフ                               |
| 5    | 1992年 | ACT SALVADOR DALI                       | VHS、DVD | COLO-99203 | 1992年3月4日-22日 東京グローブ座・神戸オリエンタル劇場                    | スペインの幻影的な作風で知られる画家ダリがモチーフ。助演:篠井英介                      |
| 6    | 1993年 | ACT SHAKESPEARE                         | VHS、DVD | COLO-99303 | 1993年3月公演 東京グローブ座・神戸オリエンタル劇場                        | 音楽は例年のcobaに加えてドラム村上“PONTA”秀一、ベース高橋ゲタ夫が参加。                |
| 7    | 1994年 | ACT Edith Piaf                          | VHS、DVD | COLO-99406 | 1994年東京グローブ座・新神戸オリエンタル劇場で6-7月公演                   | フランスのシャンソン歌手エディツト・ピアフの生涯を歌と芝居でえがく                     |
| 8    | 1995年 | ACT BUSTER KEATON                       | VHS、DVD | COLO-99505 | 1995年6月-7月 東京グローブ座、新神戸オリエンタル劇場で全22公演            | 喜劇役者パスター・キートンがモチーフ                                                   |
| 9    | 1996年 | DORA 100万回生きたねこ                  | CD       | PCDZ-1463  | 1996年6月に東京芸術劇場でスタートし、国内全88公演＋フランス公演           | 演出・振付：フィリップ・ドゥクフレ                                                     |
| 10   | 1996年 | ACT 宮沢賢治                            | VHS、DVD | COLO-99611 | 1996年11月14日東京グローブ座で収録、新神戸オリエンタル劇場などで 全21公演 | ベートーベンの「運命」に「雨にも負けず…」と詩をのせて歌った                            |
| 11   | 1997年 | ACT ELVIS PRESLEY                       | VHS、DVD | COLO-99705 | 1997年5月15日東京グローブ座で収録。神戸オリエンタル劇場をあわせて全21公演 | ロックの王様プレスリーがモチーフ                                                       |
| 12   | 1998年 | ブルーエンジェル                        | CD       | PCDZ-1598  | 1998年2月-3月 シアターコクーン全61公演                                    | ロイヤル・シェイクスピアカンパニー初演、映画にもなった「嘆きの天使」の翻訳ミュージカル |
| 13   | 1998年 | ACT むちゃくちゃでごじゃりまするがな    | VHS、DVD | COLO-99811 | 1998年11月19日収録。東京グローブ座など全21公演                            |                                                                                        |
| 14   | 1999年 | ACT 大全集                              | CD       | COLO-0117  | 9枚組                                                                     | ACTシリーズ全10公演のうち9公演を収録                                                   |
| 15   | 1999年 | ミュージカル ザ・近松                   | VHS、DVD | COLO-99902 | 1999年2月27日 日生劇場。全32公演                                          | 演出:大谷亮介                                                                          |
| 16   | 2001年 | 音楽劇 いつかヴァスコ・ダ・ガマのように | VHS、DVD | COLO-90109 | 2001年9月-10月 シアターコクーンなど東京・名古屋・大阪で全40公演           | 演出：久世光彦                                                                         |
| 17   | 2002年 | 風狂伝'02                               | VHS、DVD | COLO-90206 | 2002年6月28日 東京ル・テアトル銀座、大阪ドラマシティで全33公演            | 演出：久世光彦                                                                         |
| 18   | 2003年 | 沢田・志村の「さあ、殺せ！」            | VHS、DVD | COLO-90307 | 2003年 シアターコクーン                                                   | 演出：久世光彦                                                                         |
| 19   | 2004年 | 歌劇 人情酸漿蛍                         | DVD      | COLO-90408 | 2004年7月-9月 シアターコクーンなど                                        | 演出：久世光彦                                                                         |
| 20   | 2005年 | センセイの鞄                            | DVD      | COLO-90508 | 2005年8月-9月、シアターコクーンをはじめ東京・神戸・名古屋で公演。         | 演出:久世光彦、原作：川上弘美                                                          |
| 21   | 2006年 | 音楽劇モダン出世双六 天国を見た男       | DVD      | COLO-90607 | 2006年 東京芸術劇場収録、シアタードラマシティ・名鉄ホールで全27公演       | 演出：マキノノゾミ                                                                     |
| 22   | 2008年 | 音楽劇ぼんち                            | DVD      | COLO-90804 | 2008年4月19日 東京紀伊國屋サザンシアター収録。全28公演                    | 演出：マキノノゾミ                                                                     |
| 23   | 2009年 | 探偵〜哀しきチェイサー                  | DVD      | COLO-90904 | 2009年4月 東京紀伊國屋サザンシアター収録。公演は東京・大阪で26公演        | 演出：マキノノゾミ                                                                     |
| 24   | 2010年 | 新・センセイの鞄                        | DVD      | COLO-91004 | 2010年4月3日 東京紀伊國屋サザンシアターで収録                             | 演出:マキノノゾミ。全26公演                                                            |
| 25   | 2012年 | お嬢さんお手上げだ                      | DVD      | COLO-92103 | 2012年4月 東京紀伊國屋サザンシアターなど全30公演                          | 演出：マキノノゾミ                                                                     |
| 26   | 2013年 | 探偵〜哀しきチェイサー・雨だれの挽歌    | DVD      | COLO-91303 | 2013年3月〜5月 東京紀伊國屋サザンシアターなど全35公演                     | 演出：マキノノゾミ                                                                     |
| 27   | 2014年 | 悪名〜The Badboys Return!               | DVD      | COLO-91404 | 2014年3月〜5月 東京紀伊國屋サザンシアターなど全34公演                     | 演出：マキノノゾミ                                                                     |
| 28   | 2015年 | お嬢さんお手上げだ・明治編              | DVD      | COLO-91504 | 2015年3月〜5月 東京紀伊國屋サザンシアターなど全44公演                     | 演出：マキノノゾミ                                                                     |
| 29   | 2017年 | 大悪名〜The Badboys Last Stand!         | CD       | COLO-1706  | 2017年5月〜6月 東京芸術劇場など全22公演                                   | 演出：マキノノゾミ                                                                     |

## 提供曲
ザ・ピーナッツ「東京の女」、内田裕也「きめてやる今夜」、高樹澪、シブがき隊、リタ・クーリッジ、西城秀樹、田中裕子など、多くの歌手や俳優に詞・訳詞・曲を提供している。中でも、1982年にアン・ルイスに提供した「ラ・セゾン」（作詞は三浦百恵）は、オリコン週間チャート最高3位、累計売上35.4万枚を記録し、アン・ルイス最大のヒットシングルとなった。
| 歌手名                     | 曲タイトル                         | 作詞                       | 作曲      | 編曲         | 年度   | 備考                                             |
| -------------------------- | ---------------------------------- | -------------------------- | --------- | ------------ | ------ | ------------------------------------------------ |
| 荒木隼人                   | KITTO! KITTO! KITTO!               | 沢田研二                   | 沢田研二  | 沢健一       | 1981年 | 「涙のスピード」B面                              |
| 荒木隼人                   | 涙のスピード                       | 三浦徳子                   | 沢田研二  | 沢健一       | 1981年 | シングルEP                                       |
| アン・ルイス               | Clumsy Boy                         | 三浦百恵                   | 沢田研二  |              | 1982年 | 「ラ・セゾン」B面                                |
| アン・ルイス               | ラ・セゾン                         | 三浦百恵                   | 沢田研二  | 伊藤銀次     | 1982年 | シングルEP                                       |
| 糸井重里                   | I LOVE YOU TOO                     | 糸井重里                   | 沢田研二  |              | 1980年 | アルバム『ペンギニズム』                         |
| 伊東真由美                 | 今夜だけナルシスト                 | 竹内まりや                 | 沢田研二  |              | 1988年 | アルバム『CITY CATS』                            |
| 内田裕也                   | きめてやる今夜                     | 沢田研二                   | 沢田研二  | ジョニー大倉 | 1977年 | シングルEP                                       |
| 内田裕也                   | 真珠は困りもの                     | 東海林良                   | 沢田研二  | 大野克夫     | 1981年 | アルバム『さらば愛しき女よ』                     |
| 奥村チヨ                   | いたずら                           | 山上路夫                   | 沢田研二  | 川口真       | 1970年 | アルバム『くやしいけれど幸せよ』                 |
| 影山ヒロノブ               | ブロンズ・シュガー                 | 竜真知子                   | 沢田研二  | 水谷公夫     | 1982年 | 「ほとんどクレイジー」B面                        |
| 影山ヒロノブ               | ほとんどクレイジー                 | 竜真知子                   | 沢田研二  | 水谷公夫     | 1982年 | シングルEP                                       |
| 木の実ナナ                 | 美しき女                           | 三浦徳子                   | 沢田研二  |              | 1984年 | アルバム『ALL THAT NANA-20-』                    |
| 研ナオコ                   | レインな別れ                       | 岡田冨美子                 | 沢田研二  |              | 1983年 | アルバム『スタンダードに悲しくて』               |
| 小島拓也                   | オルフェの伝言                     | 阿木燿子                   | 沢田研二  | チト河内     | 1983年 | シングルEP                                       |
| 小島拓也                   | 本能                               | 沢田研二                   | 沢田研二  | チト河内     | 1983年 | アルバム『青春共和国』                           |
| 小島拓也                   | やさしく LOVE ME DO                | 沢田研二                   | 沢田研二  | 後藤次利     | 1983年 | 「オルフェの伝言」B面                            |
| 西城秀樹                   | アイ・ビリーブ・イン・ミュージック | Mac Davis/沢田研二（訳詞） | Mac Davis | 渡辺茂樹     | 1973年 | ライブ・アルバム『西城秀樹オン・ステージ』       |
| 佐藤隆                     | 白夜のエトランゼ ETRANGE           | 沢田研二                   | 佐藤隆    |              | 1984年 | アルバム『男と女』                               |
| 佐藤隆                     | 慕情                               | 沢田研二                   | 佐藤隆    |              | 1986年 | アルバム『日々の泡』                             |
| 佐藤隆                     | 短くも狂おしく燃え                 | 沢田研二                   | 佐藤隆    |              | 1984年 | アルバム『男と女』                               |
| ザ・ピーナッツ             | 青白いバラ                         | 山上路夫                   | 沢田研二  | 宮川泰       | 1970年 | シングルEP「大阪の女」B面                        |
| ザ・ピーナッツ             | 男と女の世界                       | 山上路夫                   | 沢田研二  | クニ河内     | 1970年 | シングルEP                                       |
| ザ・ピーナッツ             | 北国の恋                           | 山上路夫                   | 沢田研二  | 宮川泰       | 1971年 | 「なんの気なしに」B面                            |
| ザ・ピーナッツ             | しあわせの誓い                     | 山上路夫                   | 沢田研二  | クニ河内     | 1970年 | 「男と女の世界」B面                              |
| ザ・ピーナッツ             | 白い小舟                           | 山上路夫                   | 沢田研二  | クニ河内     | 1970年 | EP「東京の女 沢田研二 作品をうたう」A面2曲目収録 |
| ザ・ピーナッツ             | 東京の女                           | 山上路夫                   | 沢田研二  | 宮川泰       | 1970年 | シングルEP                                       |
| ザ・ピーナッツ             | なんの気なしに                     | 山上路夫                   | 沢田研二  | 宮川泰       | 1971年 | シングルEP                                       |
| 佐山雅弘                   | Most Beautiful                     | 沢田研二                   | 佐山雅弘  |              | 1997年 | アルバム『a point of the globe』                 |
| ザ・ワイルドワンズ         | バカンス事情                       | 岩里祐穂                   | 沢田研二  | 矢島賢       | 1983年 | アルバム『ロマン・ホリディ』                     |
| ザ・ワイルドワンズ         | LOVE ISLAND                        | 秋元康                     | 沢田研二  | 吉田建       | 1983年 | アルバム『ロマン・ホリディ』                     |
| シブがき隊                 | WEATHER GIRL                       | 沢田研二                   | 沢田研二  | 渡辺茂樹     | 1982年 | アルバム『シブがき隊 ボーイズ & ガールズ』       |
| シブがき隊                 | ハートでCOME ON!                   | 沢田研二                   | 沢田研二  | 小笠原寛     | 1982年 | アルバム『シブがき隊 ボーイズ & ガールズ』       |
| 高樹澪                     | 恋に罰あたり                       | 沢田研二                   | 沢田研二  | 吉田建       | 1986年 | アルバム『ぴぃー・かぁー・ぶぅー』               |
| 高樹澪                     | 生活美人                           | 原真弓                     | 沢田研二  | チト河内     | 1983年 | シングルEP                                       |
| 高樹澪                     | 戯れてSUNSET                       | 沢田研二                   | 沢田研二  | 吉田建       | 1982年 | シングルEP                                       |
| 多岐川裕美                 | 黒のオートバイ                     | 三浦徳子                   | 沢田研二  | 小笠原寛     | 1982年 | シングルEP                                       |
| 多岐川裕美                 | 今夜だけナルシスト                 | 竹内まりや                 | 沢田研二  | 小笠原寛     | 1981年 | アルバム『紅夜想曲』                             |
| 多岐川裕美                 | 火の鳥                             | 三浦徳子                   | 沢田研二  | 小笠原寛     | 1982年 | アルバム『夢見心地』                             |
| 田中康夫・高橋章子         | ブリリアントなクリスタルカクテル   | 田辺聖子                   | 沢田研二  |              | 1982年 | ビックリハウス企画アルバム収録                   |
| 田中裕子                   | チャイナドール                     | 松本一起                   | 沢田研二  |              | 1986年 | シングルEP                                       |
| 田中裕子                   | プリマドンナ                       | 沢田研二                   | 沢田研二  |              | 1986年 | アルバム『泳いでる…』                            |
| 田中裕子                   | リラの男                           | 沢田研二                   | 沢田研二  |              | 1986年 | アルバム『泳いでる…』                            |
| 田中裕子                   | 夢飾り                             | 阿久悠                     | 沢田研二  |              | 1987年 | アルバム『女が男を愛せる瞬間』                   |
| 田中裕子                   | ロマンチストは肩身がせまい         | 阿久悠                     | 沢田研二  |              | 1988年 | シングルEP「純愛のススメ」B面                    |
| 堤大二郎                   | ぎりぎり愛して                     | 有川正沙子                 | 沢田研二  | 大谷和夫     | 1982年 | シングルEP                                       |
| 堤大二郎                   | レーザー・アイズ                   | 有川正沙子                 | 沢田研二  | 大谷和夫     | 1982年 | 「ぎりぎり愛して」B面                            |
| 原辰徳                     | いくつもの季節                     | 藤公之介                   | 沢田研二  | 大野克夫     | 1982年 | アルバム『サムシング』                           |
| 原辰徳                     | 恋はうたかた                       | 藤公之介                   | 沢田研二  | 大野克夫     | 1982年 | アルバム『サムシング』                           |
| 藤圭子                     | 愛と罰                             | 石坂まさを                 | 沢田研二  |              | 1973年 | アルバム『演歌全集』                             |
| 藤真利子                   | 薔薇                               | 山口洋子                   | 沢田研二  | 岡田徹       | 1981年 | アルバム『狂躁曲』                               |
| 藤真利子                   | モナリザの伝説                     | 微美杏里                   | 沢田研二  | 白井良明     | 1983年 | アルバム『アブラカダブラ』                       |
| 藤真利子                   | YAI YAI YAI                        | 微美杏里                   | 沢田研二  | 白井良明     | 1983年 | アルバム『アブラカダブラ』                       |
| 街田祐子                   | 片思い症候群                       | 来生えつこ                 | 沢田研二  | 大村憲司     | 1981年 | シングルEP                                       |
| 松金よね子                 | おばあチャンバ                     | 高平哲郎                   | 沢田研二  | 後藤次利     | 1982年 | シングルEP                                       |
| 松金よね子                 | ウルトラがサバドゥビャ             | 高平哲郎                   | 沢田研二  | 後藤次利     | 1982年 | 「おばあチャンバ」B面                            |
| 松金よね子                 | 眠れないなら -アニマル・ララバイ-  | 高平哲郎                   | 沢田研二  | 大野克夫     | 1982年 | シングルEP                                       |
| 松金よね子                 | 燃えよもやしっ子                   | 高平哲郎                   | 沢田研二  | 大野克夫     | 1982年 | 「眠れないなら -アニマル・・ララバイ-」B面       |
| 松平健                     | Boyと呼ばれた頃に                  | 尾崎亜美                   | 沢田研二  | 小林信吾     | 1984年 | アルバム『花』                                   |
| 松平健                     | 行方知れずのセシル                 | 北中治美                   | 沢田研二  |              | 1984年 | アルバム『花』                                   |
| 松本友里                   | SAYONARAを止めて                   | 秋元康                     | 沢田研二  | 大谷和夫     | 1985年 | シングルEP                                       |
| 森本タローとスーパースター | 若すぎた愛                         | 沢田研二                   | 井上堯之  |              | 1974年 | シングルEP                                       |
| 森本タローとスーパースター | 太陽のロマン                       | 沢田研二                   | 井上堯之  |              | 1974年 | 「若すぎた愛」B面                                |
| 森本タローとスーパースター | Long Good-by                       | 岸部一徳/沢田研二          | 森本太郎  |              | 2008年 | アルバム『J.S.T ROCK'N'ROLL』                    |
| 安井かずみ                 | ビアフラの戦い〜誰よりも           | 安井かずみ                 | 沢田研二  |              | 1970年 | アルバム『ZU ZU』                                |
| 山田邦子                   | 永遠の恋人                         | 近田春夫                   | 沢田研二  |              | 1982年 | アルバム『贅沢者』                               |
| 山田邦子                   | 涙のGOOD VIBRATION                 | 山田邦子                   | 沢田研二  |              | 1982年 | アルバム『贅沢者』                               |
| リタ・クーリッジ           | 美しき女 LOVE FROM TOKYO           | 三浦徳子/Ralf F.McCarthy   | 沢田研二  |              | 1984年 | シングルEP                                       |
| ロック・パイロット         | 風にそよぐ葦                       | 安井かずみ                 | 沢田研二  |              | 1971年 | シングルEP                                       |
| ロック・パイロット         | ひとりぼっちの出発                 | 安井かずみ                 | 沢田研二  |              | 1971年 | シングルEP                                       |
| ロック・パイロット         | ブルージンブルース                 | 安井かずみ                 | 沢田研二  |              | 1971年 | アルバム『ロック・パイロット』                   |
| 渡辺えり                   | スペシャルボーイ                   | 沢田研二                   | 沢田研二  | 白井良明     | 1987年 | アルバム『夢で逢いましょう』                     |

## 受賞歴
1972年
- 第14回日本レコード大賞 歌唱賞『許されない愛』
- 第5回日本有線大賞 優秀賞『許されない愛』

1973年
- 第4回日本歌謡大賞 大賞『危険なふたり』
- 第15回日本レコード大賞 大衆賞『危険なふたり』
- 第6回日本有線大賞 歌唱賞『危険なふたり』

1974年
- 第16回日本レコード大賞 歌唱賞『追憶』

1975年
- 第3回FNS歌謡祭 上期特別賞『巴里にひとり』
- 第4回東京音楽祭 国内大会 ゴールデンスター賞『巴里にひとり』
- ゴールド・ディスク『MON AMOUR, JE VIENS DU BOUT DU MONDE』（フランス）
- 第4回FNS歌謡祭 下期優秀歌唱賞『時の過ぎゆくままに』
- 第1回あなたが選ぶ全日本歌謡音楽祭 年間話題賞『時の過ぎゆくままに』
- 第8回日本有線大賞 有線スター賞『時の過ぎゆくままに』
- 第6回日本歌謡大賞 放送音楽賞『時の過ぎゆくままに』

1977年
- 第19回日本レコード大賞 大賞『勝手にしやがれ』
- 第8回日本歌謡大賞 大賞『勝手にしやがれ』
- 第10回日本有線大賞 大賞『勝手にしやがれ』
- 77あなたが選ぶ全日本歌謡音楽祭 ゴールデングランプリ『勝手にしやがれ』
- 第6回東京音楽祭 国内大会 ゴールデンカナリー賞『勝手にしやがれ』
- 第6回東京音楽祭 世界大会 銀賞『勝手にしやがれ』

1978年
- 第16回ゴールデン・アロー賞 大賞
- 第16回ゴールデン・アロー賞 音楽賞
- 第11回日本有線大賞 大賞『ダーリング』
- 第7回FNS歌謡祭 グランプリ『LOVE (抱きしめたい)』
- '78あなたが選ぶ全日本歌謡音楽祭 ゴールデングランプリ『LOVE (抱きしめたい)』
- 第11回全日本有線放送大賞 大賞 『LOVE (抱きしめたい)』
- 第20回日本レコード大賞 最優秀歌唱賞『LOVE (抱きしめたい)』
- 第9回日本歌謡大賞 放送音楽賞『LOVE (抱きしめたい)』

1979年
- 第21回日本レコード大賞 金賞『カサブランカ・ダンディ』
- 第8回FNS歌謡祭 優秀歌謡音楽賞 『カサブランカ・ダンディ』
- 第12回日本有線大賞 有線音楽賞『カサブランカ・ダンディ』
- 第8回東京音楽祭 国内大会 ゴールデンカナリー賞 『OH! ギャル』
- 第8回東京音楽祭 世界大会 外国審査員団特別賞『OH! ギャル』
- 第10回日本歌謡大賞 放送音楽賞『ロンリー・ウルフ』
- 第4回報知映画賞 主演男優賞『太陽を盗んだ男』
- 第17回ゴールデン・アロー賞 映画賞

1980年
- 第22回日本レコード大賞 金賞『酒場でDABADA』
- 第11回日本歌謡大賞 放送音楽賞『酒場でDABADA』
- 第7回FNS歌謡祭 優秀歌謡音楽賞『酒場でDABADA』

1981年
- 第23回日本レコード大賞 金賞『ス・ト・リ・ッ・パ・ー』
- ’81あなたが選ぶ全日本歌謡音楽祭 最優秀タレント賞『ス・ト・リ・ッ・パ・ー』
- 第8回FNS歌謡祭 優秀歌謡音楽賞『ス・ト・リ・ッ・パ・ー』
- 第12回日本歌謡大賞 放送音楽賞『ス・ト・リ・ッ・パ・ー』
- 第12回日本歌謡大賞 特別連盟賞
- 第14回日本有線大賞 有線音楽賞『ス・ト・リ・ッ・パ・ー』

1982年
- 第1回メガロポリス歌謡祭 優秀賞『おまえにチェックイン』
- 第8回日本テレビ音楽祭 敢闘賞『おまえにチェックイン』
- 第24回日本レコード大賞 金賞『6番目のユ・ウ・ウ・ツ』
- 第24回日本レコード大賞 企画賞 ザ・タイガース　企画者・沢田研二
- 第13回日本歌謡大賞 放送音楽賞『6番目のユ・ウ・ウ・ツ』
- 第15回日本有線大賞 有線音楽賞『6番目のユ・ウ・ウ・ツ』
- ’82あなたが選ぶ全日本歌謡音楽祭 最優秀タレント賞『6番目のユ・ウ・ウ・ツ』
- 第9回FNS歌謡祭 優秀歌謡音楽賞『6番目のユ・ウ・ウ・ツ』
- 第15回全日本有線放送大賞 読売テレビ最優秀特別賞『6番目のユ・ウ・ウ・ツ』

1983年
- 第16回日本有線大賞 上期特別賞『晴れのちBLUE BOY』
- 第9回日本テレビ音楽祭 歌唱賞『晴れのちBLUE BOY』
- 第25回日本レコード大賞 特別金賞『きめてやる今夜』
- 第14回日本歌謡大賞 放送音楽プロデューサー連盟賞『きめてやる今夜』
- 第9回あなたが選ぶ全日本歌謡音楽祭 最優秀歌唱賞『きめてやる今夜』
- 第12回FNS歌謡祭 優秀歌謡音楽賞『きめてやる今夜』
- 第12回FNS歌謡祭 10周年記念特別賞

1984年
- 第3回メガロポリス歌謡祭 特別賞『渡り鳥 はぐれ鳥』

1991年
- 第2回日本ジュエリーベストドレッサー賞 40代部門

1992年
- 第6回高崎映画祭 最優秀主演男優賞『夢二』

2007年
- 第16回日本映画批評家大賞 主演男優賞『幸福のスイッチ』

2009年
- 第21回ミュージック・ペンクラブ音楽賞 ポピュラー部門 コンサート・パフォーマンス賞『沢田研二 還暦記念コンサート 人間60年 ジュリー祭り』

2011年
- 第23回ミュージック・ペンクラブ音楽賞 ポピュラー部門 録音・録画作品賞『JULIE with THE WILD ONES/ジュリー with ザ・ワイルドワンズ』
- 第23回ミュージック・ペンクラブ音楽賞 ポピュラー部門 コンサート・パフォーマンス賞『JULIE with THE WILD ONES LIVE “僕達ほとんどいいんじゃあない”』

2012年
- 第24回ミュージック・ペンクラブ音楽賞 ポピュラー部門 コンサート・パフォーマンス賞『沢田研二Live2011−12ゲスト：瞳みのる・森本太郎・岸部一徳』

2021年
- 令和3年度 京都市文化功労者

2022年
- 第40回京都府文化賞 功労賞

2023年
- 第77回毎日映画コンクール 男優主演賞『土を喰らう十二ヵ月』
- 第96回キネマ旬報ベスト・テン 主演男優賞『土を喰らう十二ヵ月』
- 2022年度 全国映連賞 男優賞『土を喰らう十二ヵ月』

## 出演

### NHK紅白歌合戦出場歴
ソロ・デビュー翌年の1972年（昭和47年）に紅白歌合戦に初出場して以来、17回紅白出場を果たしている。初出場以前の第21回では、出場したザ・ピーナッツに提供した「東京の女」の作曲者として曲名とともにテロップで紹介された。1976年（昭和51年）は不祥事により出場しなかった。また、1978年（昭和53年）には、紅組の山口百恵と共にポップス歌手としては初めて、紅白のトリ（大トリ）を務めた。これは沢田にとって唯一のトリである。また1989年（平成元年）にはザ・タイガース名義でも出場し、1回に別名義で2度出場した。1983年（昭和58年）は、出場歌手から紅白1組ずつ表彰される制度（金杯・銀杯）があり、沢田は金杯を授与された。
| 年度   | 放送回 | 回 | 曲目                   | 備考     |
| ------ | ------ | -- | ---------------------- | -------- |
| 1972年 | 第23回 | 初 | 許されない愛           |          |
| 1973年 | 第24回 | 2  | 危険なふたり           |          |
| 1974年 | 第25回 | 3  | 追憶                   |          |
| 1975年 | 第26回 | 4  | 時の過ぎゆくままに     |          |
| 1977年 | 第28回 | 5  | 勝手にしやがれ         |          |
| 1978年 | 第29回 | 6  | LOVE（抱きしめたい）   | 大トリ   |
| 1979年 | 第30回 | 7  | カサブランカ・ダンディ |          |
| 1980年 | 第31回 | 8  | TOKIO                  |          |
| 1981年 | 第32回 | 9  | ス・ト・リ・ッ・パ・ー |          |
| 1982年 | 第33回 | 10 | 6番目のユ・ウ・ウ・ツ  |          |
| 1983年 | 第34回 | 11 | 晴れのちBLUE BOY       | 金杯受賞 |
| 1984年 | 第35回 | 12 | AMAPOLA                |          |
| 1985年 | 第36回 | 13 | 灰とダイヤモンド       |          |
| 1986年 | 第37回 | 14 | 女神                   |          |
| 1987年 | 第38回 | 15 | チャンス               |          |
| 1989年 | 第40回 | 16 | DOWN                   |          |
| 1994年 | 第45回 | 17 | HELLO                  |          |

### 映画
- ドリフターズですよ!前進前進また前進（1967年10月28日、東宝、和田嘉訓監督）[注釈 11]
- ザ・タイガース 世界はボクらを待っている（1968年4月10日、東宝、和田嘉訓監督）- 主演・ジュリー 役[注釈 12]
- クレージーメキシコ大作戦（1968年4月27日、東宝、坪島孝監督）- マリアの恋人 役[注釈 13]
- ザ・タイガース 華やかなる招待（1968年12月19日、東宝、山本邦彦監督）- 主演・宇野健二 役[注釈 12]
- ザ・タイガース ハーイ!ロンドン（1969年7月12日、東宝、岩内克己監督）- 主演・ジュリー 役[注釈 12]
- 日本一のヤクザ男（1970年6月13日、東宝、古澤憲吾監督）- 流しの歌手 役
- 喜劇 右むけェ左!（1970年12月31日、東宝、前田陽一監督）[注釈 11]
- 虹をわたって（1972年9月29日、松竹、前田陽一監督）- 石本昭夫 役
- キャロル（1974年6月22日、ATG=怪人二十面相プロ、龍村仁監督）
- 炎の肖像（1974年12月28日、日活、藤田敏八監督・加藤彰監督）- 主演・鈴木二郎 役
- パリの哀愁（1976年1月31日、東宝、出目昌伸監督）- 主演・滝村二郎 役[注釈 14]
- 太陽を盗んだ男（1979年10月6日、東宝、長谷川和彦監督）- 主演・城戸誠 役
- 魔界転生（1981年6月6日、東映、深作欣二監督）- 主演・天草四郎時貞 役[注釈 15]
- 水のないプール（1982年2月20日、東映セントラルフィルム、若松孝二監督）- やくざ 役
- 男はつらいよ 花も嵐も寅次郎（1982年12月27日、松竹、山田洋次監督）- 三郎 役
- ときめきに死す（1984年2月18日、ヘラルド・エース=にっかつ、森田芳光監督）- 主演・工藤直也 役
- カポネ大いに泣く（1985年2月6日、松竹=松竹富士、鈴木清順監督）- 大沢鉄五郎 役
- Mishima: A Life In Four Chapters（1985年、ワーナー・ブラザース、ポール・シュレイダー監督）- 舟木収 役[注釈 16]
- リボルバー（1988年10月22日、シネ・ロッポニカ、藤田敏八監督）- 主演・清水信彦 役
- シンデレラ・エクスプレス（1990年5月19日、キネマスターフィルム、売野雅勇監督）- ヒロシの先輩 役
- ぼくと、ぼくらの夏（1990年11月3日、東映クラシックフィルム、小平裕監督）- 酒井組組長 役
- ヒルコ／妖怪ハンター（1991年5月11日、松竹富士、塚本晋也監督）- 主演・稗田礼二郎 役
- 夢二（1991年5月31日、ムービーギャング、鈴木清順監督）- 主演・竹久夢二 役
- バカヤロー!4 YOU! お前のことだよ 第二話「カラダだけの男」（1991年9月14日、松竹、加藤良一監督）- 主演・白石はじめ 役
- 大阪物語（1999年3月27日、東京テアトル、市川準監督）- 霜月隆介 役
- ピストルオペラ（2001年10月27日、松竹、鈴木清順監督）- 東京駅の男（殺し屋No.2）役
- カタクリ家の幸福（2002年2月23日、松竹、三池崇史監督）- 主演・片栗正男 役[注釈 17]
- SABU 〜さぶ〜（2002年10月5日、キネマ旬報社、三池崇史監督）- 岡安喜兵衛 役[注釈 18]
- eiko（2004年2月28日、日本シムコ=東京テアトル、加門幾生監督）- 江ノ本章一 役
- 幸福のスイッチ（2006年10月7日、東京テアトル、安田真奈監督）- 稲田誠一郎 役
- キネマの神様（2021年8月6日、松竹、山田洋次監督）- 主演・円山郷直（ゴウ）役[注釈 19]
- 土を喰らう十二ヵ月（2022年11月11日、日活、中江裕司監督）- 主演・ツトム 役

### テレビドラマ
- てなもんや三度笠 第301話「長島の難船」（朝日放送、1968年2月4日） - グループサウンドの青年達 役[注釈 11]
- 刑事くん 第32話（TBS、1972年4月10日）
- となりは隣り（東京12チャンネル、1972年10月3日 - 1972年12月26日）
- 太陽にほえろ! 第20話「そして、愛は終った」（日本テレビ、1972年12月1日）- 清坂貞文 役
- 同棲時代（TBS、1973年2月18日）- 主演・江夏次郎 役[注釈 20]
- くるくるくるり（日本テレビ、1973年11月23日 - 1974年4月5日）- 篠田純 役
- 寺内貫太郎一家 第29話（TBS、1974年7月31日）- 本人 役
- 時間ですよ 昭和元年 最終回（TBS、1975年4月9日）
- 悪魔のようなあいつ（TBS、1975年6月6日-1975年9月27日）- 主演・可門良 役
- ムー 第23話（TBS、1977年10月19日）
- 七人の刑事 第4話・第28話（TBS、1978年5月5日、1978年11月24日）
- 熱愛一家・LOVE 第3話（TBS、1979年2月21日）
- 源氏物語（TBS、1980年1月3日）- 主演・光源氏 役
- いつか黄昏の街で（TBS、1981年10月1日-1981年12月24日）- 主演・瀬川高之 役
- 続・思えば遠くへ来たもんだ 最終回（TBS、1981年11月10日）- 新月太郎 役
- 陽のあたる場所（TBS、1982年4月10日）- 主演・菊地庫雄 役
- ある日突然恋だった（TBS、1982年4月27日-1982年6月22日）
- 嵐立つなり（毎日放送、1982年8月26日）- 宮沢隆二 役
- 幕末青春グラフィティ 坂本竜馬（日本テレビ、1982年11月16日）- 佐々木只三郎 役
- 恋人よ、われに帰れ Lovers Comeback to Me（フジテレビ、1983年9月23日）- 主演・ケン・オータ 役
- ジュリーと鉄矢の〝源氏物語'84〟（TBS、1984年1月1日）- 主演・薫大将 役[注釈 21]
- 山河燃ゆ（NHK総合、大河ドラマ、1984年1月18日-1984年12月23日）- チャーリー田宮 役
- はね駒（NHK総合、連続テレビ小説、1986年4月7日-10月4日）- 松浪毅 役
- にっぽん笑売人（関西テレビ、1988年1月10日-1988年2月1日）- 主演・林正之助 役
- ザ・ディーラー（テレビ朝日、1988年10月9日-1988年10月23日）- 主演・古村寿一 役
- 二人の医師（朝日放送、1988年11月11日）- 主演・竹田 役[注釈 22]
- 幸福な市民（NHK総合、1989年11月4日）- 主演・雲居鶴彦 役
- 市川準の東京日常劇場『マネージャー』『大物女優とそのマネージャー』（テレビ朝日、1990年）
- 流れてやまず 長流不息〜遥かなる黄河（NHK総合、1992年11月7日 - 1992年11月14日）- 主演・溝江遼 役
- 琉球の風（NHK総合、大河ドラマ、1993年1月10日 - 1993年6月13日）- 尚寧王 役
- 総務課長戦場を行く!（フジテレビ、1994年8月12日）- 主演・山倉久志 役
- ギフト 最終回（フジテレビ、1997年6月25日）[注釈 23]
- ふたつの愛（NHK総合、1998年8月26日 - 1998年9月30日）- 主演・伊野原亨 役[注釈 24]
- オードリー（NHK総合、連続テレビ小説、2000年10月2日 - 2001年3月31日）- 麻生祐二 役
- 最悪（BS-i、2001年3月30日）- 主演・川谷信次郎 役
- SABU 〜さぶ〜（テレビ朝日系列、2002年5月14日）- 岡安喜兵衛 役
- マチベン（NHK総合、2006年4月8日 - 5月13日）- 後藤田薫 役

### 音楽番組
- 虹のお祭り広場（1970年、TBS）
- あなたとジュリー（1970年、TBS）
- 紅白対抗ドレミファ大作戦（1970年 - 1971年、日本テレビ）
- ステージ101（1972年4月9日、4月16日、4月23日、4月30日、NHK総合）
- セブンスターショー（1976年2月15日、TBS）
- 沢田研二ショー（1983年、TBS）

### バラエティ番組
- ラブラブショー（フジテレビ、1970年6月7日、相手は岡崎友紀[74]）
- 8時だョ!全員集合（TBS）
- 新春かくし芸大会   (フジテレビ)
- ドリフ大爆笑（フジテレビ）
- そこが知りたい「沢田研二・俺は見世物でっせ」（1982年8月31日、TBS）
- おもしろバラエティ「ジョークドキュメント 追跡168時間！ オレが沢田研二だ！！」（1983年10月27日、フジテレビ）
- プロ野球ニュース（フジテレビ、1991年準レギュラー）
- 優雅なエゴイズム（1994年、TBS）
- 新常識クイズ!目からウロコ（2001年、フジテレビ）

### ラジオ番組
- 沢田研二の素晴らしい世界（1972年 - 1973年、ニッポン放送）
- 沢田研二・愛をもとめて（1973年 - 1975年、ニッポン放送）
- 沢田研二ラブコレクション（1977年 - 1979年、ニッポン放送）
- 沢田研二と白石冬美のオレンジ通り5番街（1978年 - 1979年、文化放送）
- 沢田研二のサウンド・フリーウエー（1979年 - 1980年、ニッポン放送）
- 沢田研二の愛の贈りもの（1980年 - 1981年、ニッポン放送）
- 日産ミッドナイトステーション 沢田研二の夜は気ままに（1981年 - 1983年、TBSラジオ）
- 沢田研二劇場 夜はいいやつ（1981年 - 1982年、ニッポン放送）
- ジュリープラスアルファ 夜はライバル（1982年 - 1983年、ニッポン放送）
- 海外ラジオドラマ特集　家族の声（1982年3月15日、NHK-FM）
- 特集サラウンドシアター　帰ってきた男（1990年1月6日、NHK-FM）
- 特集サラウンドファンタジー　日々の泡：ボリス・ヴィアンのうたかたの日々（1990年8月5日、NHK-FM）
- FMシアター　星条旗の聞こえない部屋（1993年10月2日、NHK-FM）
- 沢田研二・志村けんのジュリけん（2001年10月6日 - 2003年3月30日、文化放送、志村けんとの共演）
- 沢田研二の「そんなんこんなん」（2001年 - 2003年、朝日放送）
- 今日は一日ジュリー三昧（2008年11月3日、NHK-FM）

### 舞台
1989年から1998年まで続いた音楽劇「ACT」シリーズ（演出・加藤直）では、ほぼ1人芝居で哲学的な内容を演じている。
- 唐版・瀧の白糸（1975年3月11日-16日、大映東京撮影所ステージ）- 主演・アリダ 役
- ロックオペラ・ハムレット（1977年6月29日-30日、NHKホール）- 主演・ハムレット 役
- ロックミュージカル・天草四郎（1978年4月30日-5月2日、帝国劇場）- 主演・天草四郎 役
- 貧民倶楽部（1986年12月 帝国劇場）- 主演・千破矢瀧太郎 役
- 楽劇 The Anzuchi・麗しき魔王の国（1987年10月3日-26日、銀座セゾン劇場）- 主演・織田信雄 役
- 音楽劇 ドン・ジョバンニ〜超人のつくり方（1988年12月3日-26日、銀座セゾン劇場）- 主演・ドン・ジョバンニ 役
- ACT KURT WEILL（1989年3月、東京グローブ座ほか）- 主演・クルト・ヴァイル 役
- YOKOHAMAスーパーオペラ"海光"（1989年6月22日-26日、横浜アリーナ）- 主演・スサーノ 役[注釈 25]
- ACT BORIS VIAN（1990年3月7日-27日、東京グローブ座・新神戸オリエンタル劇場）- 主演・ボリス・ヴィアン 役
- ACT NINO ROTA（1991年3月3日-24日、東京グローブ座・神戸オリエンタル劇場）- 主演・ニーノ・ロータ 役
- ACT SALVADOR DALI（1992年3月4日-22日、東京グローブ座・神戸オリエンタル劇場）- 主演・サルバドール・ダリ 役
- ACT SHAKESPEARE（1993年3月、東京グローブ座・神戸オリエンタル劇場）- 主演・ウィリアム・シェイクスピア 役
- 音楽劇 「漂泊者のアリア」藤原義江の生涯（1993年7月、NHKホールほか大阪・名古屋・福岡）- 主演・藤原義江 役
- 阿呆劇　三文オペラ（1993年10月、東京シアターコクーン）- 主演・第一の阿呆 役[注釈 26]
- 戯曲 かもめ（1994年2月-3月 新神戸オリエンタル劇場ほか）- 主演・ボリス・トリゴーリン 役
- ACT EDITH PIAF（1994年6月-7月、東京グローブ座・新神戸オリエンタル劇場）- 主演・エディット・ピアフ 役
- ミュージカル ザ・近松（1994年11月、大阪近鉄劇場）- 主演・八右衛門 役
- 音楽劇　異邦人・ボーダレスラブ（1995年4月-5月、天王洲 銀河劇場・シアタードラマシティほか）- 主演・佐野碩 役
- ACT BUSTER KEATON（1995年6月-7月 東京グローブ座、新神戸オリエンタル劇場）- 主演・バスター・キートン 役
- 阿呆劇 フィガロの結婚（1995年10月、シアターコクーン）- 主演・フィガロ 役
- DORA 100万回生きたねこ（1996年6月、東京芸術劇場ほか全88公演＋フランス公演）- 主演・ドラ 役
- ACT 宮沢賢治（1996年11月、東京グローブ座・新神戸オリエンタル劇場など）- 主演・宮沢賢治 役
- ACT ELVIS PRESLEY（1997年5月、東京グローブ座・神戸オリエンタル劇場ほか）- 主演・エルヴィス・プレスリー 役
- ブルーエンジェル（1998年2月-3月 シアターコクーン）- 主演・ラート教授 役
- FINAL ACT むちゃくちゃでごじゃりまするがな（1998年11月、東京グローブ座など）- 主演・花菱アチャコ 役
- ミュージカル ザ・近松（1999年、日生劇場、再演）- 主演・八右衛門 役
- ミュージカル・ペーパームーン（1999年7月-8月・2000年7月-9月、シアターコクーンほか）- 主演・モーゼス・プレイ 役
- 音楽劇 いつかヴァスコ・ダ・ガマのように（2001年9月-10月、シアターコクーンほか）- 主演・海燕のジョー 役
- 夢噺 桂春団治（2002年、大阪松竹座ほか）- 主演・桂春団治 役[注釈 27]
- 風狂伝'02（2002年、 東京ル・テアトル銀座、大阪ドラマシティ）- 主演・剃刀譲次 役
- 沢田・志村の「さあ、殺せ！」（2003年、シアターコクーン）
- 謎の変奏曲（2004年5月-7月、東京サンシャイン劇場など）- 主演・エリック・ラルセン 役[注釈 28]
- 歌劇 人情酸漿蛍（2004年7月-9月、シアターコクーンなど）- 主演・源治／新郎 役
- 夫婦善哉（2005年2月-3月、東京新橋演舞場・大阪松竹座など）- 主演・柳吉 役[注釈 27]
- センセイの鞄（2005年8月-9月、シアターコクーンなど）- 主演・センセイ(松本春綱)  役
- 音楽劇モダン出世双六 天国を見た男（2006年、東京芸術劇場・シアタードラマシティ・名鉄ホール）- 主演・新田雅吉 役[注釈 29]
- 桂 春団治（2007年4月-6月 新橋演舞場、博多座、大阪松竹座、再演）- 主演・桂春団治 役[注釈 27]
- 音楽劇ぼんち（2008年、東京紀伊國屋サザンシアターなど）- 主演・喜久治 役
- 探偵〜哀しきチェイサー（2009年4月、東京紀伊國屋サザンシアターなど）- 主演・花山新太郎 役
- 桂 春団治（2009年10月-12月 京都南座など、再々演）- 主演・桂春団治 役[注釈 27]
- 新・センセイの鞄（2010年、東京紀伊國屋サザンシアターなど）- 主演・センセイ(松本春綱)  役
- 探偵〜哀しきチェイサー（2011年3月18日-5月2日、東京紀伊國屋サザンシアター・神戸オリエンタル劇場、再演）- 主演・花山新太郎 役
- お嬢さんお手上げだ（2012年4月 東京紀伊國屋サザンシアターなど）- 主演・安楽満裕士 役
- 探偵〜哀しきチェイサー・雨だれの挽歌（2013年3月〜5月 東京紀伊國屋サザンシアターなど）- 主演・花山新太郎 役
- 悪名〜The Badboys Return!（2014年3月〜5月 東京紀伊國屋サザンシアターなど）- 主演・村上朝吉 役
- お嬢さんお手上げだ・明治編 （2015年3月〜5月 東京紀伊國屋サザンシアターなど）- 主演・安楽満裕士 役
- 悪名〜The Badboys Return!（2016年3月〜5月 東京紀伊國屋サザンシアターなど、再演）- 主演・村上朝吉 役
- 大悪名〜The Badboys Last Stand!（2017年5月〜6月 東京芸術劇場など）- 主演・村上朝吉 役

### 吹き替え
- ウエスト・サイド物語（ジョージ・チャキリス、1979年、TBS旧録版）
- コレクター（テレンス・スタンプ、1985年、テレビ朝日版）

### CM
- 日産自動車：ブルーバードU 910型・U11前期型
- 日産自動車：リベルタビラN12前期型（レパードのCMに出演の加山雄三と共演）
- トヨタ自動車：クレスタX100系（高橋幸宏、玉置浩二と共演）※CMで「Time Is on My Side」を演奏。
- トヨタ自動車：ヴィッツ（ナレーションでの出演）
- 松下電器産業（現パナソニック）：ナショナルテレビα（アルファ）、αデジタル、テレビデオ
- 東芝：テレビBAZOOKA（バズーカ）1992「太陽のひとりごと」（作詞：覚和歌子、作曲：楠瀬誠志郎、編曲：吉田建）
- ソニー：WEGA ※ナレーション。
- 三洋電機：ステレオカセットレコーダー REC STEREO 9500（MR9500型）、ステレオコンポ OTTOブラック
- セーラー万年筆：1970
- アデランス：アデランス・イブ
- 学生援護会：DODA
- キッコーマン：マンズワイン ※CMソングは「二人なら翔べるのに」「あなたに今夜はワインをふりかけ」
- キリンビール：キリン一番搾り、キリンラガービール
- サントリー：リザーブ※奥田瑛二と共演[75]
- 資生堂：YOU CAN
- 天竜の酒：樹里
- 日本エアシステム（現日本航空）：結婚記念日割特 ※田中裕子と共演。
- 日本航空：1986 沖縄キャンペーン「女神」
- 日本コカ・コーラ：1979 レッドサマー・キャンペーン「RED SUMMER」
- 富士フイルム：フジカラー、ポケットフジカ ※本人が歌うCMソングは吉田拓郎の作詞・作曲。
- 明治製菓（現明治）：エクセル EXCEL TRUFFLE CREAM CHOCOLATE
- メガネスーパー ※CMソング「"B"サイドガール」
- 森永乳業：クリープ
- 不二家：ルックチョコレート
- 不二家（現ネスレコンフェクショナリー）：キットカット ※CMソングは「熱い想いだけ」
- Lonner（紳士服）

## 著書・関連書籍
- 『ザ・スター沢田研二』（スポーツニッポン・石原信一著）- 1977年発売
- 『沢田研二写真集 僕の中の男たち』（ワールドレジャー・稲腰功一撮影）- 1977年発売
- 『ジョイナス＝ブックス 沢田研二』（バンダイ出版事業部）- 1977年発売、表紙は「憎みきれないろくでなし」の衣装。
- 『水の皮膚』（パルコ出版）- 1980年発売、石岡瑛子プロデュースの写真集。
- 『我が名は、ジュリー』（中央公論社・沢田研二著、玉村豊男 編集） - 1985年6月に大型本、1986年12月に文庫本がそれぞれ発売された、沢田の自叙伝。
- 『Paradis,Paradis』（リトルモア）- 2002年2月発売。クリスチャン・ディオールのポスターや、タカラのCMでシーナ・イーストンなどの衣装を担当した早川タケジの衣装・スタイリング・アートディレクションを集大成した大型本。内容は、ほぼ80%以上、沢田の衣装写真である。
- 『JULIE by TAKEJI HAYAKAWA – 早川タケジによる沢田研二』（SLOGAN・早川タケジ著、熊谷朋哉 編集）- 2022年7月発売